# Strelitz-Alt
Strelitz-Alt, umgangssprachlich auch Altstrelitz genannt, ist ein Stadtteil von Neustrelitz mit rund 3500 Einwohnern. Der Stadtteil war von 1349 bis 1931 unter dem Stadtnamen Strelitz selbstständige mecklenburgische Landstadt und von 1701 bis 1712 Hauptresidenz der Herzöge von Mecklenburg-Strelitz. Strelitz wurde 1931 eingemeindet und heißt seit 1994 offiziell Strelitz-Alt. Der weithin sichtbare Altstrelitzer Wasserturm ist heute das Wahrzeichen des Stadtteils. 2015 wurde in Altstrelitz das 666. Jahr der Stadtgründung gefeiert.

## Geografie

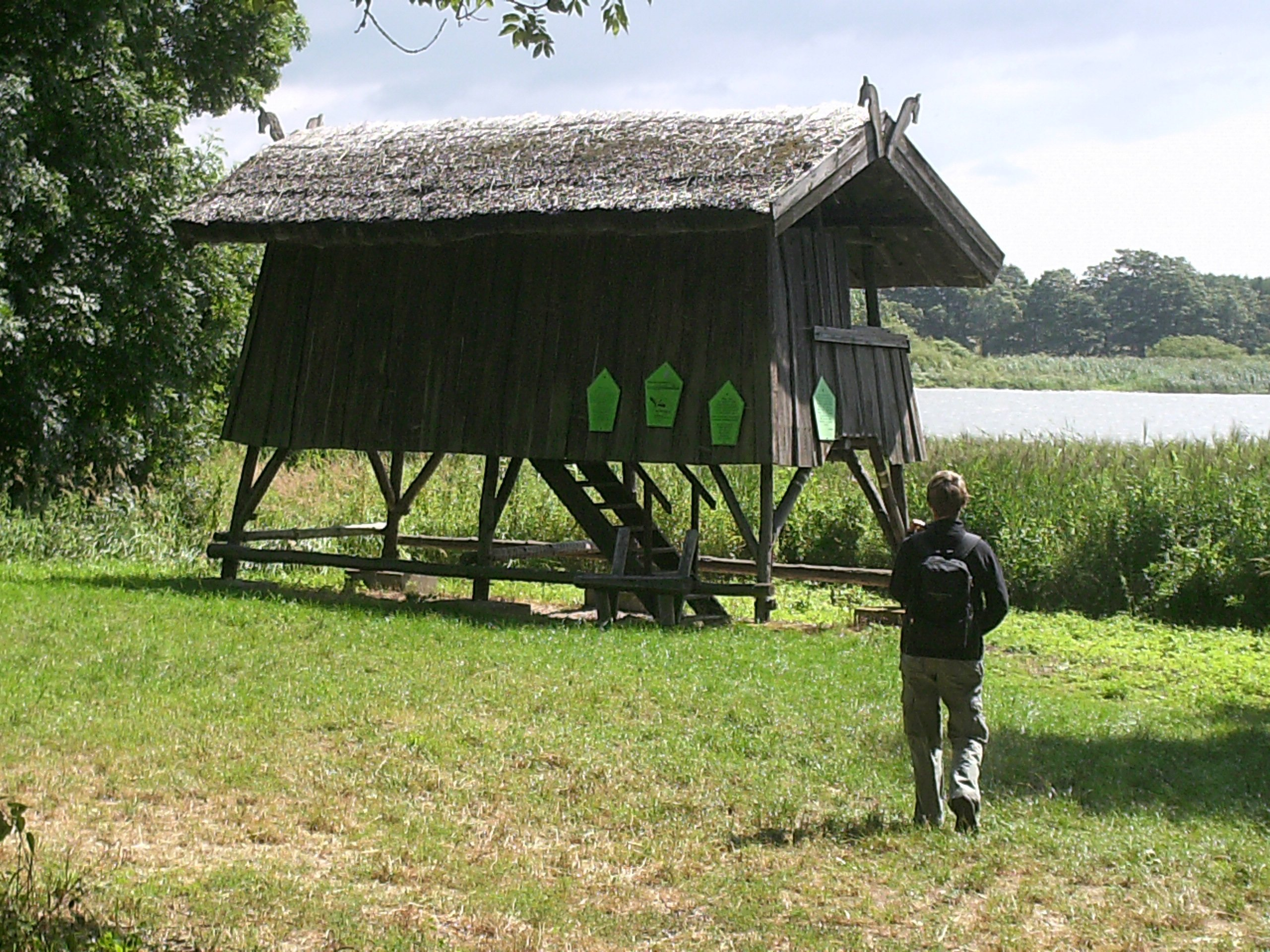
Wasservogelwarte am Tiefen Trebbower See

Strelitz-Alt liegt im Gebiet der Mecklenburgischen Seenplatte umgeben von zahlreichen Seen und Wäldern, eingebettet in eine durch die Eiszeit geformte Landschaft. Das angrenzende Naturschutzgebiet Kalkhorst bietet einer Reihe von Tieren und Pflanzen einen gesicherten Lebensraum.
Die nahegelegene Vogelwarte am Tiefen Trebbower See ermöglicht die Beobachtung zahlreicher Wasservogelarten. Zum Baden und Angeln eignet sich der Domjüchsee. Im Bereich der heutigen Badestelle befand sich früher die Altstrelitzer Badeanstalt. Domjüchsee und Tiefer Trebbower See sind über die Stendlitz verbunden. Der Bach versorgte früher die Domjüchmühle, den Schlossgraben und die Binnenmühle mit Wasser. Zwischen Strelitz-Alt und Neustrelitz liegt der Bürgerhorst. Auf einem Festplatz in diesem Laubwald fand früher das Schützenfest statt.
In den sumpfigen Altstrelitzer Wiesen finden Weißstörche reichlich Nahrung. Auf einem Firmengelände in der Carl-Meier Straße wurde deshalb 1976 ein Kunsthorst als Nistgelegenheit für diese Vögel errichtet. Bis die Störche in der zweiten Augusthälfte nach Afrika in ihr Winterquartier fliegen, war es in den vergangenen Jahren möglich, von einem neben dem Storchennest errichteten Turm aus direkt oder vom Café am Alex aus per Webcam, einen Blick in das Storchennest zu werfen.

## Geschichte

### Name
Belegt ist der Ortsname Strelitz bereits in den Jahren 1278, 1316, 1399, 1569 sowie in der Schreibweise Streliz 1329, Streltz 1349, Streltza 1350, Streltze 1387, Strelytze 1389, Strelisse 1389, Strelitze 1395. Er geht auf altslawisch Strělci (Schützen) zurück und war möglicherweise die Bezeichnung einer Dienstsiedlung, wie es sie im Mittelalter in Ostmitteleuropa mehrfach gab. Der Ortsname bedeutet damit „Ort der (Bogen-)Schützen“ bzw. „Ort, wo die Schützen wohnen“. 1733 wurde in einem Reskript des regierenden Herzogs von Mecklenburg-Strelitz an das Ratskollegium von Strelitz erstmals von einer Umbenennung der Stadt gesprochen. In diesem Schreiben gab Adolf Friedrich III. unter anderem der Hoffnung Ausdruck, dass der „Ort dergestallt anwachsen werde, daß mit der Zeit Neuen-Strelitz mit Alten-Strelitz combinieret werden“. Tatsächlich bewirkten Gründung und Ausbau von Neustrelitz aber den Niedergang von Strelitz. Am 10. September 1931 erfolgte die Eingemeindung nach Neustrelitz. Schon bald nach Gründung von Neustrelitz (1733) wurde Strelitz zur Unterscheidung auch Altstrelitz genannt. Die Bahnstation bezeichnete man schon Ende des 19. Jahrhunderts als Strelitz Alt (ohne Bindestrich). Strelitz wurde auch als Neustrelitz-Strelitz, Strelitz (Alt) oder Strelitz-Alt bezeichnet, aber nie umbenannt. Erst 1994 erhielt der heutige Neustrelitzer Stadtteil die offizielle Bezeichnung Strelitz-Alt.

### Slawische Besiedlung
Viele Ortsnamen und auch der Name Strelitz weisen noch heute auf eine frühe slawische Besiedlung des Raumes zwischen Oder und Elbe hin. Auf Strelitzer Boden siedelten die zum Lutizenbund gehörenden Redarier. Es wurde überliefert, dass hier im Schutze umgebender Wasser- bzw. Sumpfflächen eine slawische Burg gestanden hat.  Siedlungsreste wurden jedoch bisher nicht gefunden.
1147 führten sächsische, dänische und polnische Fürsten den Wendenkreuzzug gegen die bis zu diesem Zeitpunkt unabhängigen Lutizen. Im Ergebnis wurden die liutizischen Lande zwischen den Herzogtümern Pommern (Südvorpommern) und Mecklenburg (Ostteil) sowie der Mark Brandenburg (Nordteil) aufgeteilt und damit dem Heiligen Römischen Reich einverleibt. Die bereits durch viele Kriegsjahre dezimierte slawische Bevölkerung wurde christianisiert und im Zuge der zunehmend deutschen Besiedlung assimiliert.

### Strelitz wird Stadt

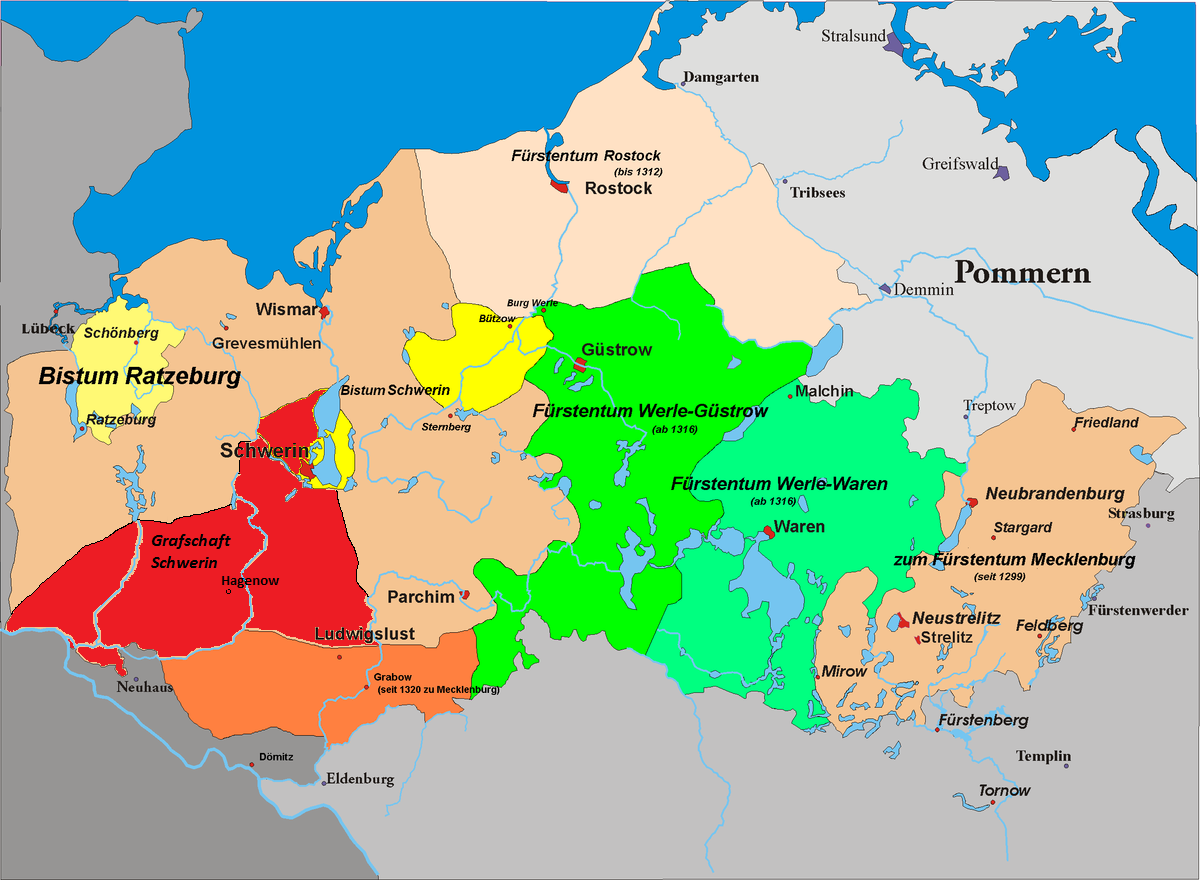
Karte von Mecklenburg um 1300

1278 wurde Strelitz – damals noch ein Dorf im Land Stargard – erstmals urkundlich erwähnt. Um 1300 kam das Land als brandenburgisches Lehen an Mecklenburg. Infolge von Erbschaftsstreitigkeiten wurde es 1315 im Norddeutschen Markgrafenkrieg (1308–1317) vom Brandenburger Markgrafen Waldemar überfallen. Dieser belagerte die Stadt Woldegk (1315/16) und zog nach vergeblicher Belagerung gegen Neubrandenburg, um dort den Mecklenburger Fürsten Heinrich II. zu stellen. Heinrich – auch der Löwe genannt – wollte hier nicht eingeschlossen werden, positionierte seine Streitmacht zwischen Strelitz und Fürstensee und besetzte den Mühlenberg. 1316 kam es dann zur „Schlacht an der Domjüch“. „Am schrecklichsten und blutigsten aber war das Gefecht auf dem die Seen teilenden Wege.“ schrieb der Historiker Karl Friedrich von Klöden. Abschließend bemerkte er: „Die Zahl der Gefangenen wie der Toten war außerdem sehr groß, und das Gefecht für die Brandenburger verloren. Es muß dies in der letzten Hälfte des Februars vorgefallen sein.“ Im Ergebnis von Friedensverhandlungen zwischen dem König von Dänemark, Heinrich II. von Mecklenburg und den Brandenburgern mussten die Markgrafen Waldemar und Johann von Brandenburg noch 1316 ihr Strelitzer Schloss verpfänden. Heinrich II. konnte Waldemar schließlich in der Schlacht bei Gransee im August 1316 endgültig besiegen und bekam mit dem Templiner Frieden (25. November 1317) die Herrschaft Stargard als brandenburgisches Lehen zugesprochen.
1328 wurden Otto und Ulrich von Dewitz – die Erzieher und Berater von Heinrich II. – für ihre Verdienste  mit „Hus und Dorf Strelitz“ belehnt. Dazu kamen eine reiche Feldmark, die drei in den märkischen Fehden untergegangenen Dörfer Buristorpe, Cavelsbroke (Cobelbrok) und Domjuche (Domjüch) sowie das kleine Land Ahrensberghe (Ahrensberg). Das Strelitzer Schloss befand sich 1328 im Besitz von Otto von Dewitz.
1329 starb Heinrich II. Seine Söhne Albrecht II. und Johann zu Mecklenburg teilten sich nun die Herrschaft in Mecklenburg. Das Land Stargard – darin „hus unde dorpp“ Strelitz – wurde vom brandenburgischen Markgrafen Ludwig an die beiden Fürsten als Lehen vergeben. Die Lehnsabhängigkeit von den Brandenburger Markgrafen endete 1347 mit der Erhebung der Herrschaft Stargard zum Reichslehen durch den römisch-deutschen König und späteren Kaiser Karl IV. und der Vergabe an die mecklenburgischen Fürsten.

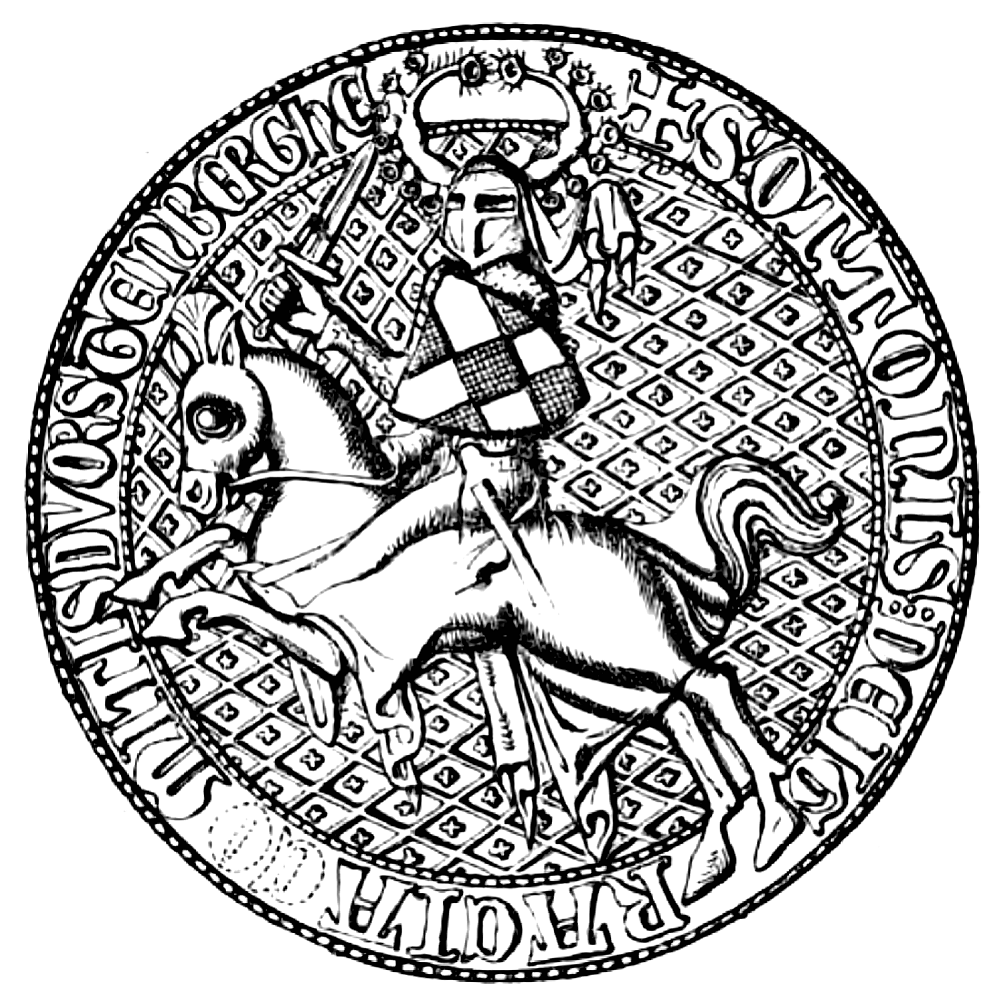
Otto von Dewitz als Graf von Fürstenberg (Reitersiegel, 1349)

1348 wurde die Grafschaft Fürstenberg gegründet und Otto und Ulrich von Dewitz damit belehnt. Als Gefolgsleute der Mecklenburger Fürsten wurden sie von Kaiser Karl IV. zu Grafen erhoben. Die Gebrüder Dewitz – nunmehr Grafen von Fürstenberg – schlossen Strelitz der neugegründeten Grafschaft an und verliehen dem Ort am 4. Dezember 1349 das Stadtrecht. Die Stadt wurde mit „Neubrandenburger Stadtrecht“ bewidmet. Neubrandenburg hatte 1248 Brandenburger Stadtrecht erhalten, das in der Mark Brandenburg, in Pommern und im südlichen Mecklenburg aus dem Magdeburger Recht abgeleitet worden war. Mit der Verleihung des Stadtrechts war eine Reihe weiterer Privilegien und Nutzungsrechte für verschiedene Ländereien verbunden. Strelitz wurden die Feldmarken Domjüch, Buristorpe und Cobelbrok zugesprochen.

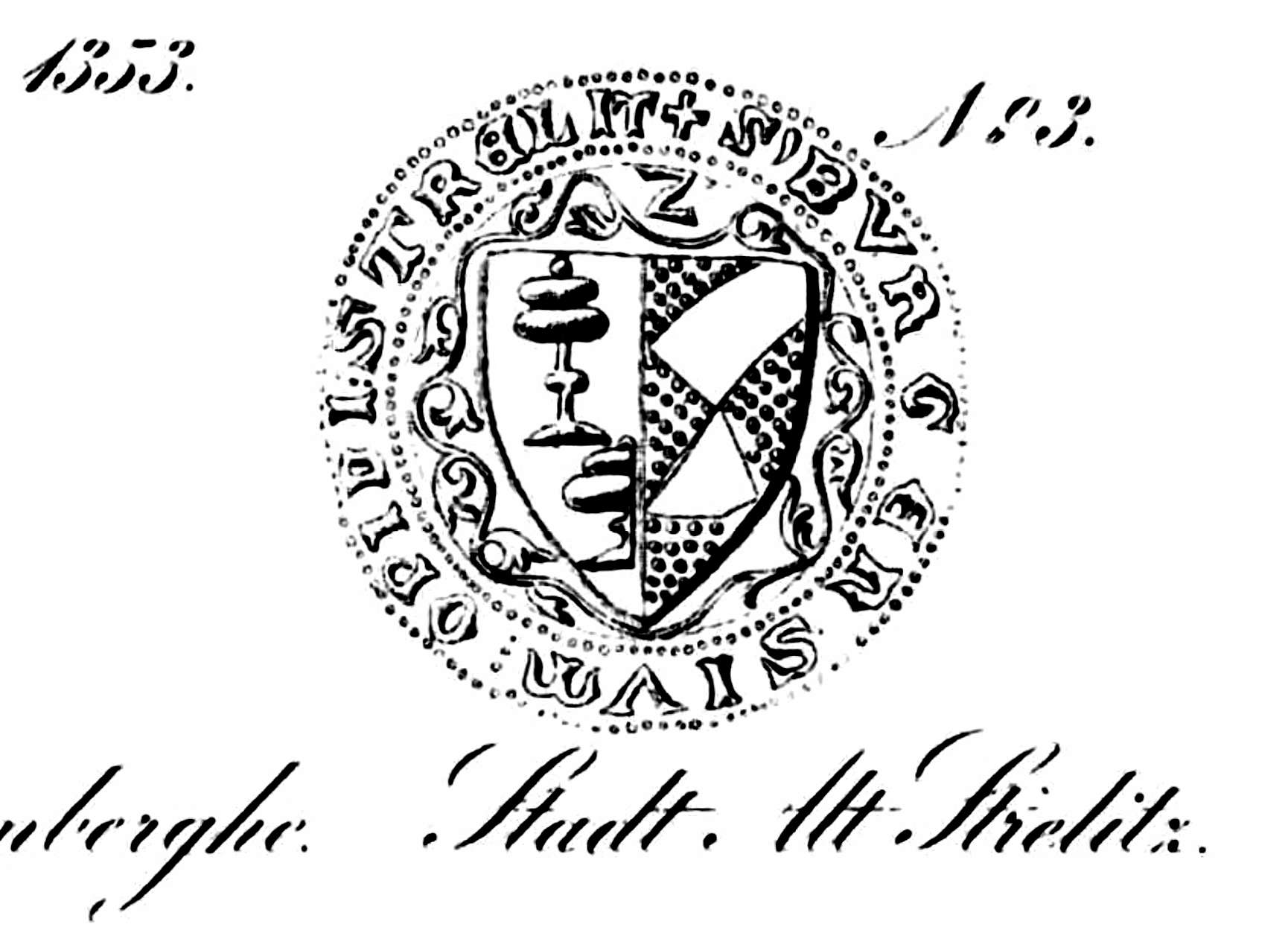
Altstrelitzer Stadtsiegel von 1353

Das Stadtsiegel von 1353 trägt die lateinische Umschrift: „S(igillum). Burgensium opidi Strelitz“. Das abgebildete Stadtwappen ging aus dem Wappen der Grafen von Fürstenberg und dem Wappen der Herren von Dewitz hervor. Dem ersteren entstammen die Rauten, dem letzten die mit Deckeln versehenen Pokale. Beide Bilder sind in einem gespaltenen Schild verbunden. Im Laufe der Zeit wurde das Stadtsiegel verändert. Der halbe Pokal wurde weggelassen und an die Stelle der Rauten traten zwei Fahnen. Das Stadtsiegel war nun leicht hochoval geformt und trug die Umschrift: „Sigillum Citivatis Strelitz“. Im 18. und 19. Jahrhundert erhielten amtliche Kopien einen Stempel, worin „Stadt Strelitz“ zu lesen war.
Um 1400 wurde Strelitz landesherrlicher Besitz und Sitz eines herzoglichen Amtmanns. In der Folgezeit wurde das Amt Strelitz zur Apanagierung von nicht regierenden Mitgliedern des mecklenburgischen Fürstenhauses genutzt. 1505 waren 26 Ortschaften verpflichtet, dem Amt Strelitz Pächte, Abgaben und Dienste zu leisten.

### Landstadt in Mecklenburg-Strelitz (1701–1931)

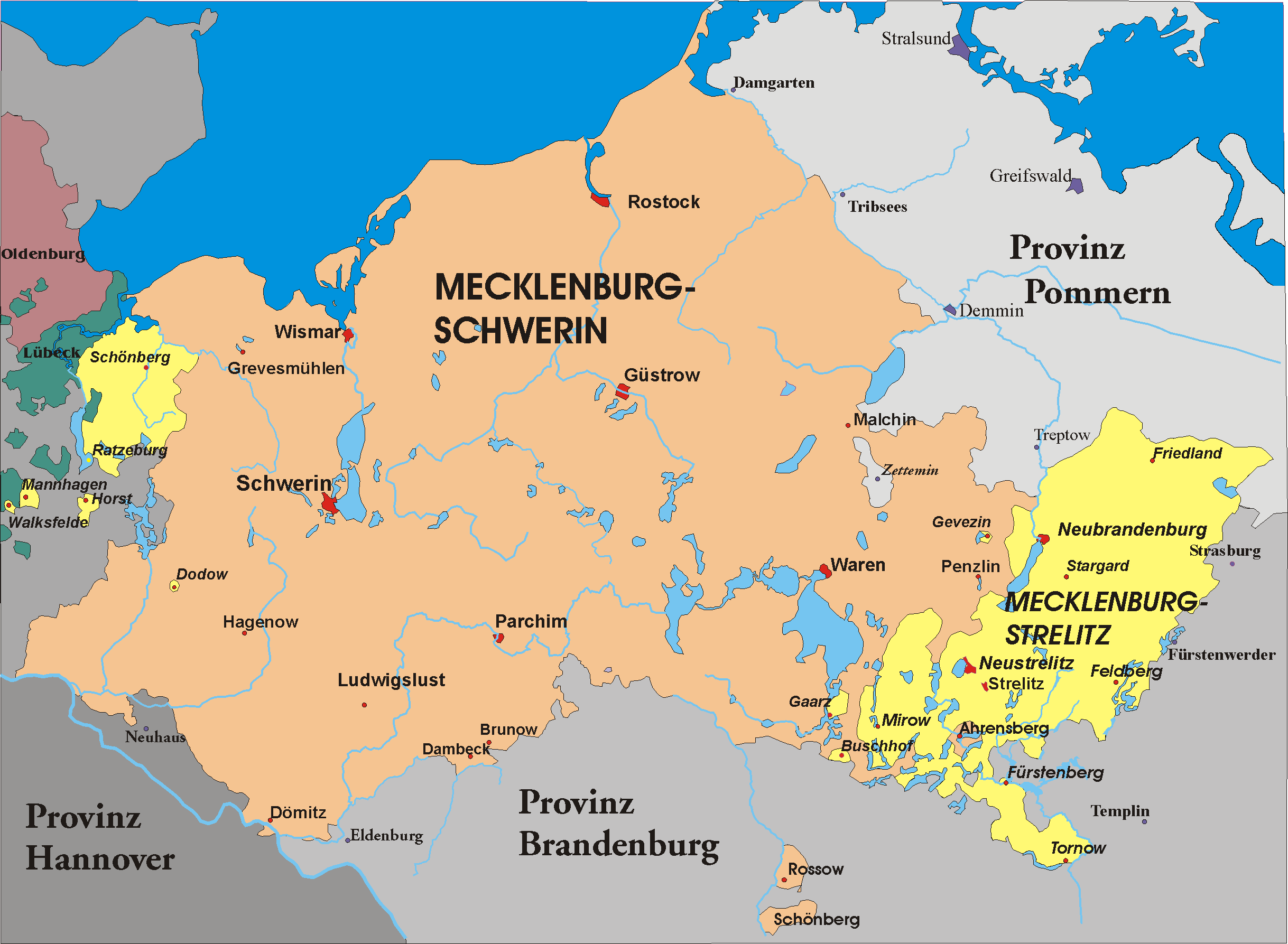
Mecklenburg nach der dritten Mecklenburgischen Hauptlandesteilung

Am 8. März 1701 erfolgte im Ergebnis des Hamburger Vergleichs die Dritte Mecklenburgische Hauptlandesteilung. Es entstanden die Teilherzogtümer Mecklenburg-Schwerin und Mecklenburg-Strelitz. Nachdem der ursprüngliche Plan, die Vorderstadt Neubrandenburg zur Hauptstadt des neuen Landesteils zu machen, an anhaltenden Streitigkeiten dort gescheitert war, wählte der erste Regent von Mecklenburg-Strelitz Adolf Friedrich II. die Stadt Strelitz als Hauptresidenz und Hauptstadt seines Landesteils, in deren unmittelbarer Nähe sich die Handelswege von Wesenberg nach Woldegk und von Fürstenberg nach Neubrandenburg kreuzten. Seinen bisherigen Wohnsitz, das am Stadtrand gelegene Strelitzer Wasserschloss, ließ der Herzog zum Residenzschloss ausbauen.

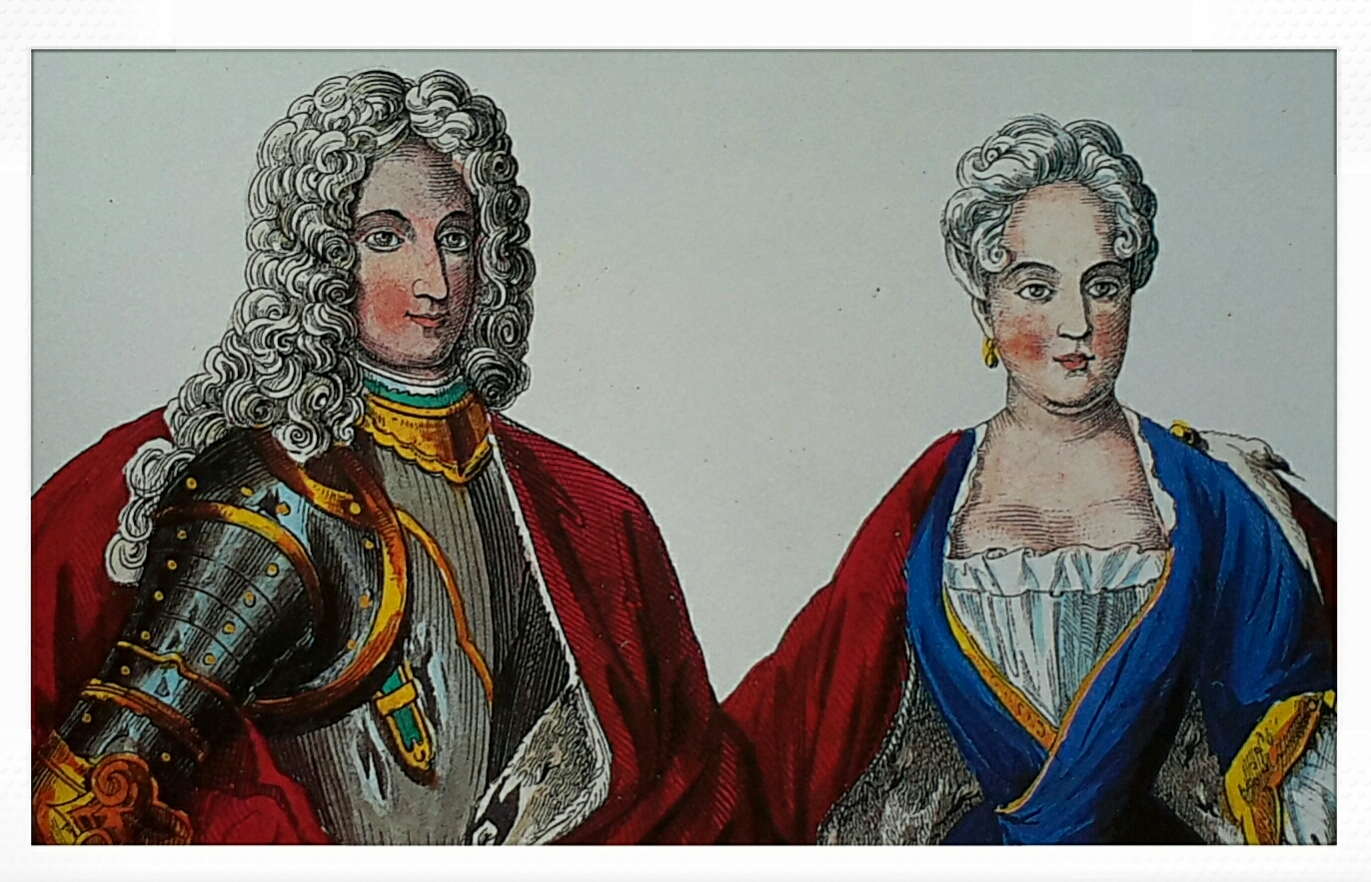
Adolf Friedrich II. von Mecklenburg-Strelitz und seine erste Gemahlin Marie, geb. Prinzessin von Mecklenburg-Güstrow

„Am 10. Mai 1701 wurde Herzog Adolf Friedrich II. der Besitz des Fürstentums Ratzeburg und des Stargardischen Kreises eingeräumt. Seine Residenz behielt er auf dem Schloss zu ( Alt-) Strelitz, wo selbst er sie bereits seit seiner Verheiratung mit der Güstrowschen Prinzessin Marie gehabt hatte, welche am 15. Januar d. J. mit dem Tode abgegangen war. Die Regierungskanzlei dagegen, unter v. Petkums Leitung, wurde zu Neubrandenburg errichtet.“

 Nachdem Adolf Friedrich II. am 12. Mai 1708 gestorben war, wurde dessen Sohn Adolf Friedrich III. regierender Herzog von Mecklenburg-Strelitz. Dieser wohnte zunächst mit seiner Ehefrau Dorothea Sophie, geb. Prinzessin von Schleswig-Holstein-Plön, weiterhin im Schloss seines Vaters bis in der Nacht vom 24. zum 25. Oktober 1712 das Schloss und fast alle Nebengebäude niederbrannten. Da dem Herzog und seiner Ehefrau der Standort des abgebrannten Schlosses für einen zeitgemäßen Neubau im Stil des Barock ungeeignet schien und zudem die Strelitzer Bürger ihm die Hand- und Spanndienste verweigerten, erfolgte ab 1726 der Um- und Ausbau des im nahen Glieneke am Ufer des Zierker See gelegenen, herzoglichen Jagdhauses, das der Herzog bereits seit 1710/11 besaß, zu einem hochherrschaftlichen Residenzschloss; Adolf Friedrich III. und Dorothea Sophie bezogen ihr neues Schloss 1731. Danach begann der Bau einer schlossnahen Siedlung für den herzoglichen Hofstaat und für die Landesverwaltung von Mecklenburg-Strelitz. Nachdem 1733 der Aufruf des Herzogs zur Ansiedlung von Neubürgern ergangen war, entstand aus der Siedlung für Hofstaat und Landesverwaltung die Stadt Neustrelitz. Der Aufruf des Herzogs gilt heute als Gründungsurkunde der Stadt.

Plan von Schloss und Stadt Strelitz (1786), Plan der inneren Stadt nach einem Entwurf von 1619

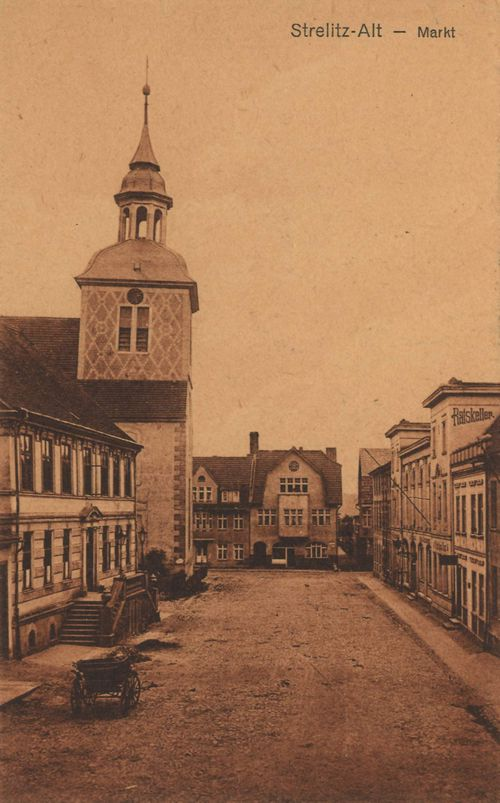
Marktplatz von Strelitz im Jahr 1924, links im Bild die Marienkirche und das Rathaus mit Freitreppe

In der Frühen Neuzeit wurde nicht nur das Strelitzer Schloss durch einen Großbrand zerstört; Stadtbrände verwüsteten in den Jahren 1575, 1619 und 1633 auch ganz Strelitz. Die Ausbreitung des Feuers wurde dabei jeweils durch die engen Straßen und Gassen sowie durch die häufig mit Stroh gedeckten Fachwerkhäuser begünstigt. Den Stadtbränden fielen wiederholt die Strelitzer Stadtkirche St. Marien mitsamt Turm und Glocken, das Strelitzer Rathaus und viele andere Gebäude zum Opfer. Strelitz wurde jedoch immer wieder von den Bürgern der Stadt neu aufgebaut.
1805 wurde auf dem Gelände des abgebrannten Schlosses das Altstrelitzer Gefängnis als „Landarbeits- auch Zucht- und Irrenhaus“ erbaut und bis zur Schließung 2001 zu einem als Strafvollzugseinrichtung genutzten Gebäudekomplex erweitert. Das Verwaltungsgebäude und das „Hafthaus I“ mit Anbau stehen heute unter Denkmalschutz.
1815 wurde Mecklenburg-Strelitz in Verwaltungsbezirke, Ämter und freie Städte, eingeteilt. Die Stadt Strelitz gehörte zu den freien Städten mit besonderen Rechten.
Während der Revolution von 1848 war hier ein wichtiges Zentrum der liberalen Reformbewegung. Obwohl Strelitz - anders als Neustrelitz - als mecklenburgische Landstadt im Stargardischen Kreis bis 1918 auf Landtagen der 1523 vereinten Landstände mit Sitz und Stimme vertreten war, verlor es durch den Aufstieg von Neustrelitz seit Mitte des 18. Jahrhunderts zunehmend an wirtschaftlicher und politischer Bedeutung. 1931 erfolgte auf Grundlage einer Notverordnung die Eingemeindung, der in den Jahren der Weltwirtschaftskrise (1927–1928) stark verschuldeten Stadt, nach Neustrelitz.
1879 entstand das Amtsgericht Strelitz. 1925 zählte die Stadt 4817 Einwohner.

### Stadtteil von Neustrelitz seit 1931

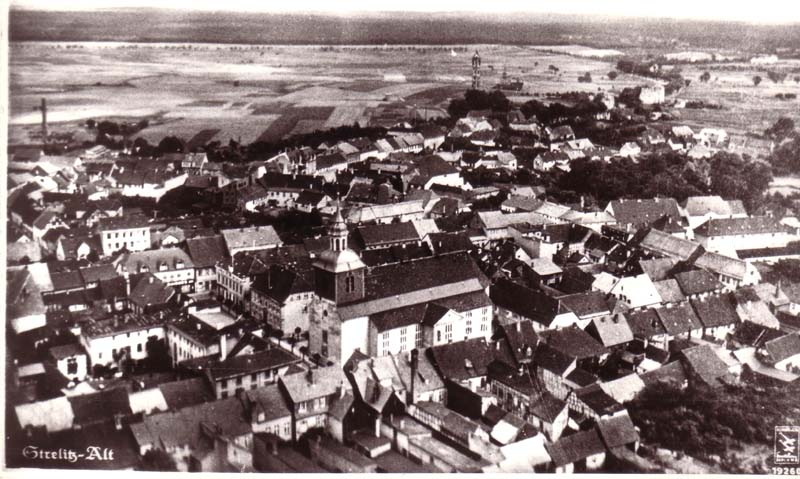
Altstrelitz vor der Zerstörung 1945

Die Geschichte von Strelitz seit der Eingemeindung ist Teil der Neustrelitzer Stadtgeschichte. Ausgenommen davon ist die Zeit von 1945 bis 1946 in der Sowjetischen Besatzungszone unter kommunaler Selbstverwaltung.

### Zeit des Nationalsozialismus (1933 bis 1945)

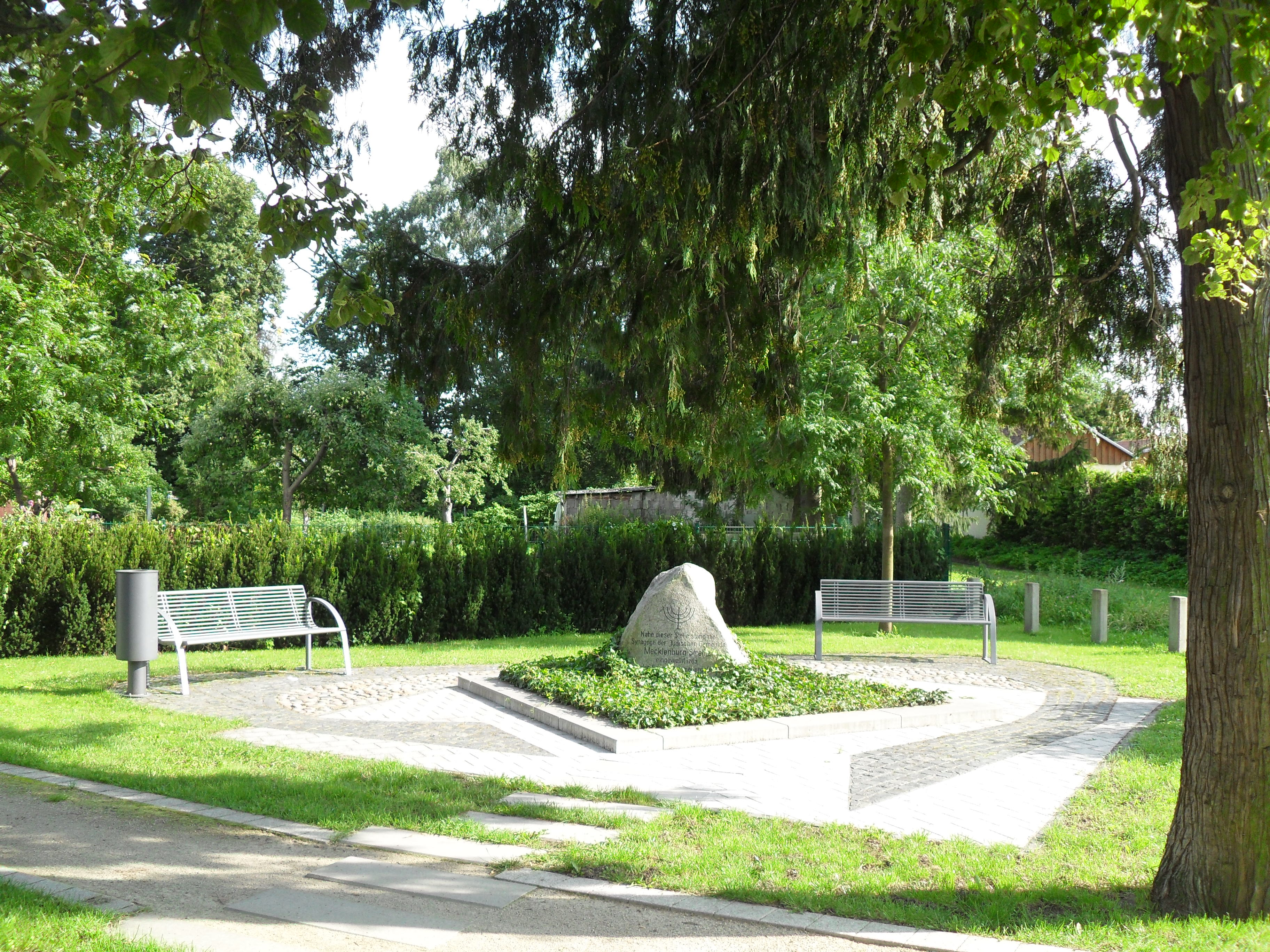
Gedächtnisstätte für die Altstrelitzer Juden am Alexanderplatz

In der Zeit des Nationalsozialismus waren auch die Strelitzer Juden zunehmender Diskriminierung und nationalsozialistischem Terror ausgesetzt. Die Strelitzer Synagoge wurde während der Novemberpogrome 1938 durch Brandstiftung zerstört und viele Juden – auch aus anderen Orten und der Umgebung – vorübergehend in das Altstrelitzer Gefängnis gebracht.
Eine Augenzeugin aus Altstrelitz berichtet über die Zeit nach der Reichspogromnacht: „In diesen furchtbaren Tagen für die jüdischen Menschen erhängte sich Frau Lewinsky mit ihrer Tochter im Wohnzimmer am Ofen, sie hatten ein kleines Seifengeschäft uns gegenüber. Familie Wolfsohn, die am Alex eine Kohlenhandlung hatte, wurde aus dem Haus geworfen, sie mußten eine kleine Wohnung beziehen und in das Haus zog der Ortsgruppenleiter ein. Der Schneidermeister Selsky hatte großes Glück, er konnte mit seiner Frau und dem Sohn Alex 1934 Deutschland verlassen und nach Palestina auswandern. So könnte man noch von vielen jüdischen Menschen berichten. Eines Tages standen die noch in Strelitz Alt verbliebenen Juden mit einem kleinen Koffer oder Karton am Markt und stiegen in einen Bus ein. Wohin sie gebracht wurden, ist nicht bekannt.“
Wie alle deutschen Juden wurden auch die Strelitzer Juden von den Nationalsozialisten ausgegrenzt, vertrieben, deportiert und schließlich ermordet. Viele begingen aus Angst und Verzweiflung Suizid. 1946 lebten nur noch zwei jüdische Bürger in Altstrelitz.

### Kommunale Selbstverwaltung (1945–1946)

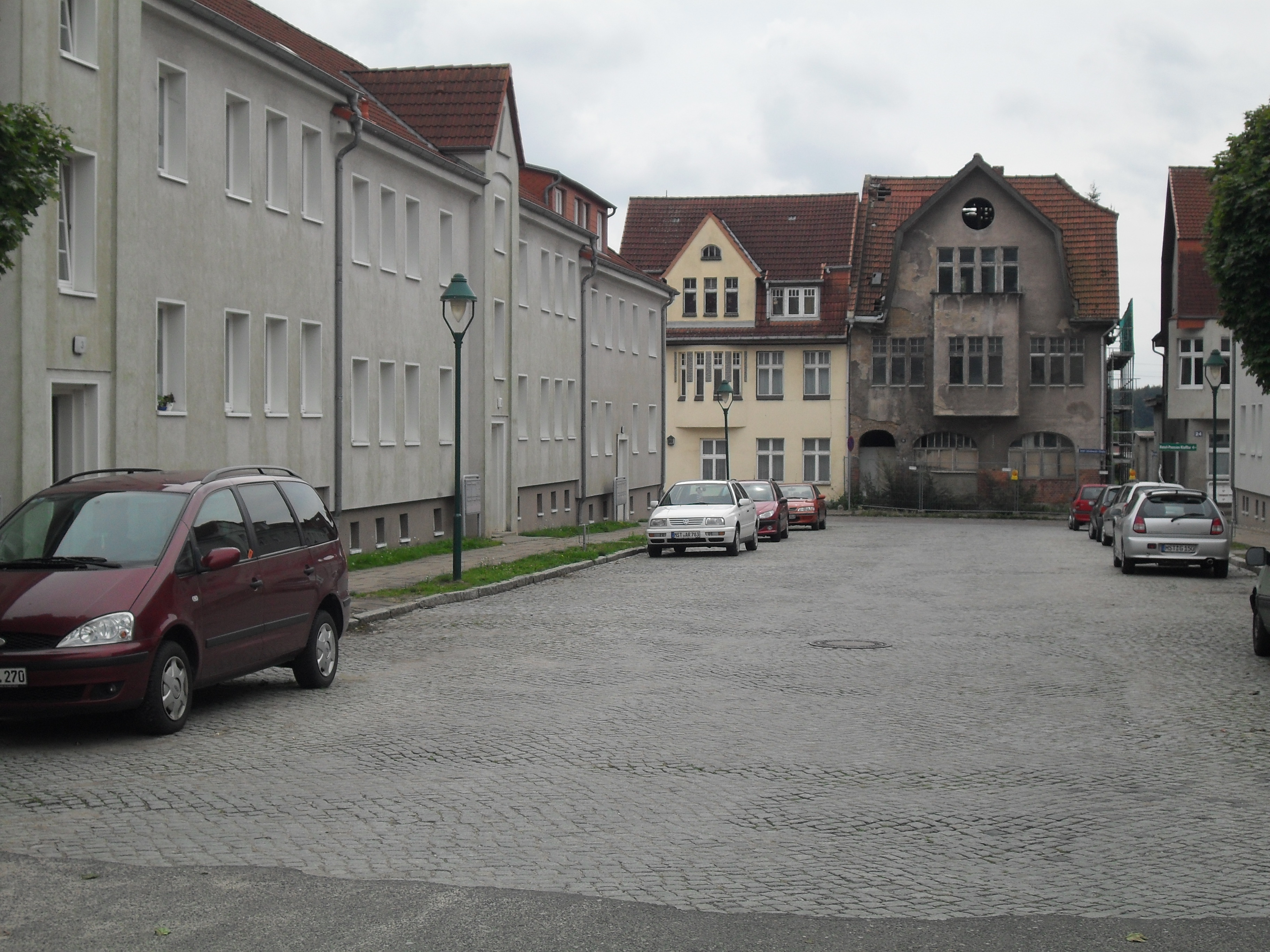
Ehem. Strelitzer Markt im Jahr 2011

Im April 1945 – kurz vor Ende des Zweiten Weltkrieges – wurde der historische Kern von  Altstrelitz nach heftigen Kämpfen durch Brandstiftung fast völlig zerstört, darunter die Marienkirche und das Rathaus der früheren Stadt. Einige wenige Gebäude blieben erhalten. Die Marienkirche und das Rathaus wurden nicht wieder aufgebaut; auf den Grundstücken wurden stattdessen Wohngebäude errichtet.
Die drei alliierten Hauptmächte der Anti-Hitler-Koalition (Großbritannien, Sowjetunion und USA) schufen nach Kapitulation Hitlerdeutschlands im Zweiten Weltkrieg und damit nach der Zeit des Nationalsozialismus, in Deutschland handlungsfähige Gemeindeverwaltungen und gingen dann zum Aufbau von Gemeinden und Ländern über. Strelitz wurde nochmals selbstständige Stadt (1945–1946). Als Ortsbevollmächtigter, später Bürgermeister, wurde Wilhelm Stolte vom sowjetischen Kommandanten eingesetzt.
Die kommunale Selbstverwaltung von Strelitz wurde durch die Sowjetische Militäradministration in Deutschland (SMAD) wieder aufgehoben, als der Strelitzer Stadtrat die Rückübertragung der bis 1931 zu der Stadt Strelitz gehörenden Flächen von der Stadt Neustrelitz forderte. Der Neuaufbau vernichteter Häuser wurde den Strelitzer Eigentümern verboten, was noch heute im dortigen Straßenbild erkennbar ist.

### Entwicklung des Stadtteils (1945 bis heute)
Im Mai 1945 übernahm das Innenministerium der UdSSR das seit dem Beginn des 18. Jahrhunderts bestehende Altstrelitzer Gefängnis als Gefängnis Nr. 5 Strelitz der Abteilung Speziallager. Das Gefängnis kam 1947 wieder in deutsche Hände und wurde bis zur Schließung 2001 als Justizvollzugsanstalt (JVA) genutzt.
Von 1983 bis 1989 war auf dem Gelände der ehemaligen Heil- und Pflegeanstalt Domjüch (⊙) die 229. Raketenabteilung der 152. Garde-Raketenbrigade aus der Gruppe der Sowjetischen Streitkräfte in Deutschland (GSSD, ab 1989 WGT) stationiert. Das ebenfalls hier stationierte 66. Garde-Fla-Raketenregiment wurde gemäß Zwei-plus-Vier-Vertrag 1993 abgezogen.
1991 wurde das Technikum von Strelitz-Alt – offiziell Ingenieurschule für Bauwesen Neustrelitz genannt – nach Neubrandenburg verlegt und in die Fachhochschule Neubrandenburg eingegliedert.
Seit 1994 wird der Stadtteil offiziell Strelitz-Alt genannt.
Das Altstrelitzer Gefängnis wurde 2001 durch die neu errichtete Justizvollzugsanstalt Neustrelitz an der Wesenberger Chaussee ersetzt, die speziell für Jugendliche und junge Erwachsene vorgesehen ist.

## Verkehr

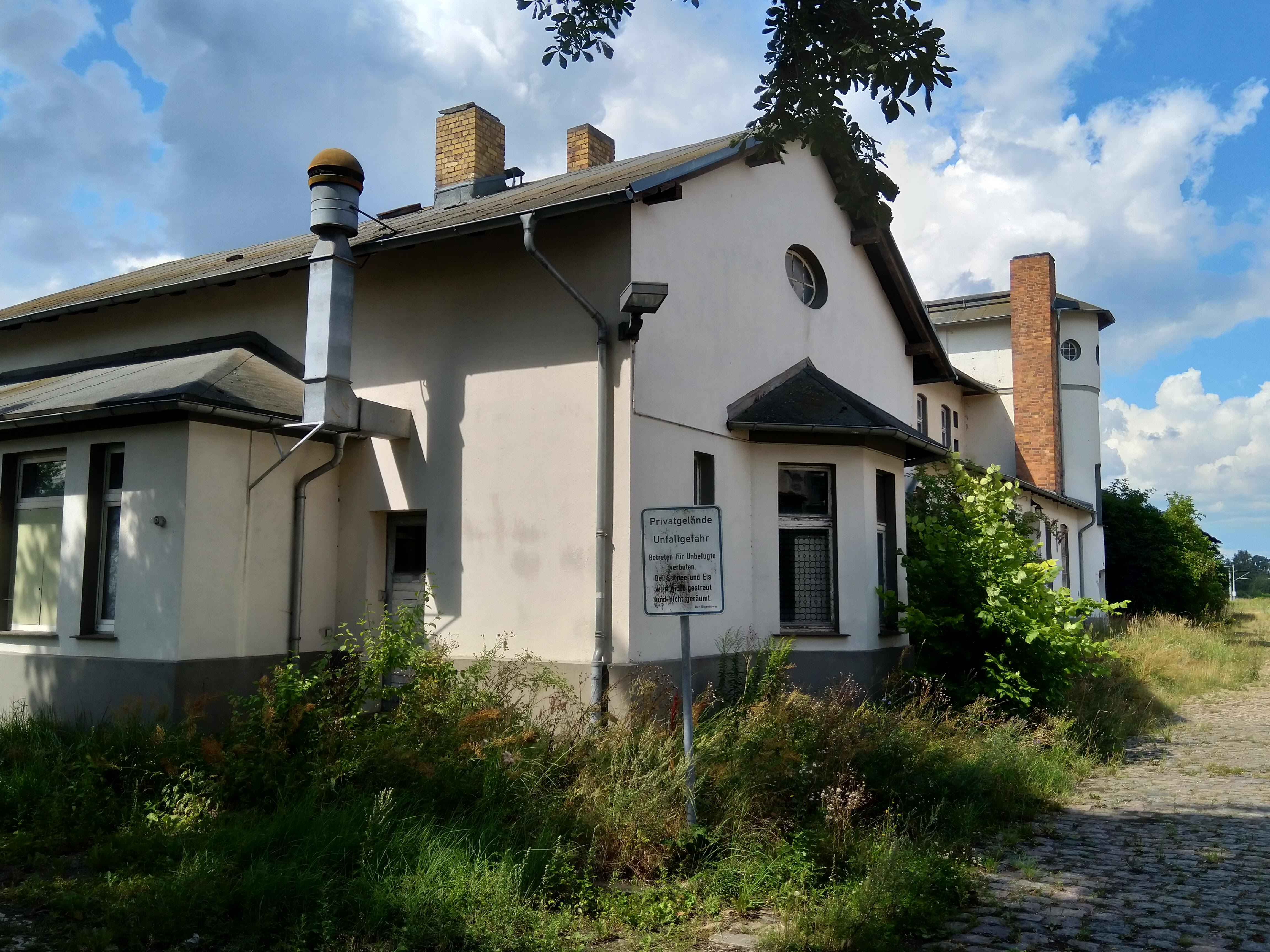
Ehem. Bahnhofsgebâude 2021

Altstrelitz liegt an den Bahnstrecken Berlin–Stralsund / Berlin–Rostock. Die Bahnstation Strelitz-Alt wurde 1995 geschlossen. Nur noch die Gaststätte im ehem. Bahnhofsgebäude wurde weiterbewirtschaftet; einige Jahre später schloss auch diese. Wer mit der Bahn reisen will, muss nun erst mit dem Bus zum Neustrelitzer Hauptbahnhof fahren oder sich mit dem Auto dorthin bringen lassen. Von dort aus fahren auch Busse des Regionalverkehrs in die benachbarten Städte und Gemeinden.

## Politik

### Wappen

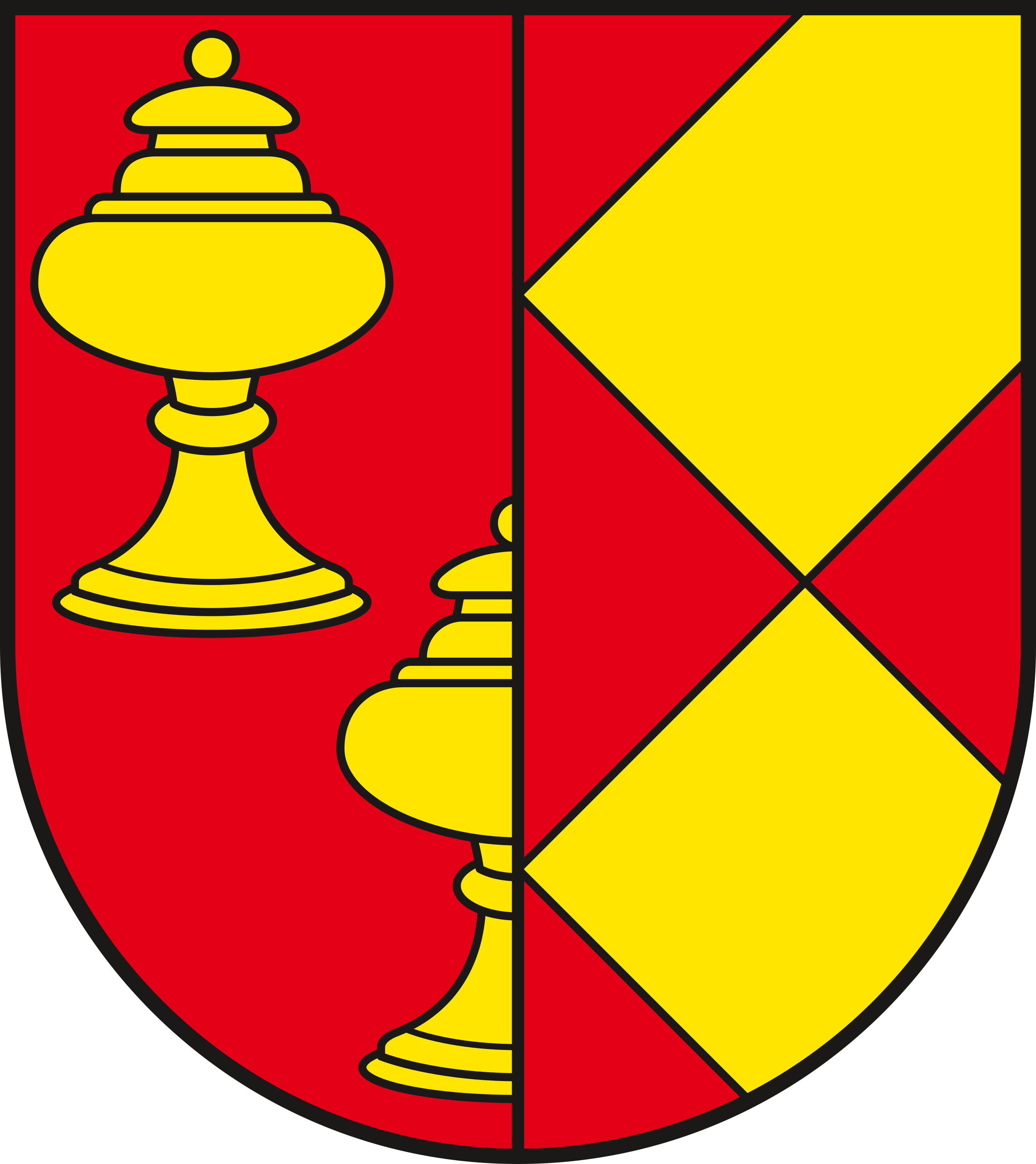
Stadtwappen der ehem. Stadt (Alt-)Strelitz

| | Blasonierung: „Gespalten; vorn in Rot ein ganzer und darunter am Spalt ein halber goldener Deckelbecher, hinten von Rot und Gold so gerautet, dass am Spalt untereinander drei halbe rote und mitten am linken Schildrande eine vierte halbe rote Raute erscheinen.“ |
| Wappenbegründung: Im Jahre 1329 kam Burg und Ort Strelitz von den Markgrafen von Brandenburg an die Fürsten von Mecklenburg. Diese belehnten 1349 mit den Ämtern Strelitz und Fürstenberg die Herren von Dewitz, die eben um diese Zeit von Kaiser Karl IV. zu Grafen von Fürstenberg erhoben wurden. Sie verschafften dem Ort Stadtrechte und ein aus den halben Schilden von Dewitz (2:1 Becher) und von Fürstenberg (1:3:1 Rauten) zusammengeschobenes Wappen. | |

### Bürgermeister
- 1726–1766 Jacob Tangatz
- um 1774 Carl August Friderich Fuchs
- um 1786 Adolph Friedrich Strübing
- 1806–1845 Christian Wilhelm Leonhard Siemssen
- 1845–1867 Eduard Nauwerck
- 1868–1879 Heinrich Gundlach
- 1879–1902 Carl Müller
- 1902–1911 Georg Drewes
- 1912–1925 Friedrich Albrecht
- 1926–1931 Paul Lange
- 1945–1946 Wilhelm Stolte

## Sehenswürdigkeiten
→ Siehe auch Liste der Baudenkmale in Strelitz-Alt
- Der ehem. Altstrelitzer Wasserturm wurde auf einer Anhöhe an der Fürstenberger Straße errichtet und 1907 nach vierjähriger Bauzeit in Betrieb genommen. Das Wasser wurde aus Tiefbrunnen in den auf einer Betondecke verankerten Kessel gepumpt. Die Fallhöhe von 40,4 Metern und eine Speicherkapazität von maximal 140 Kubikmetern gewährleisteten einen konstanten Wasserdruck von 3 bar im gesamten Leitungsnetz. Weil die Speicherkapazität nicht mehr ausreichte, musste ab 1978/79 die Druckstation Kiefernheide mit den dazugehörigen Reinwasserbehältern die Trinkwasserversorgung sichern. Der Turm wurde bis 1997 restauriert. Da er in einer Trinkwasserschutzzone liegt, ist jedoch nur eine sensible Nutzung als Technisches Denkmal möglich.[52]

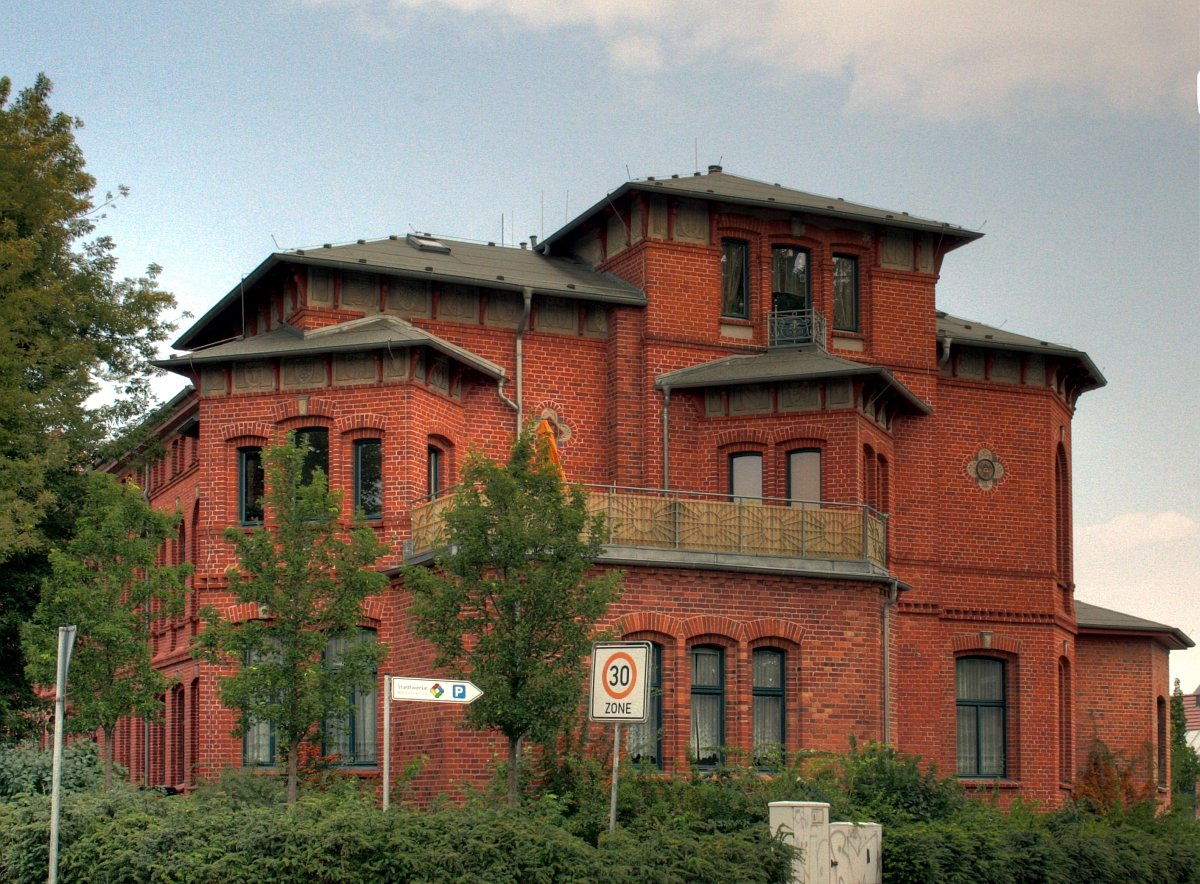
Ehem. Technikum Strelitz (Seitenansicht aus Südwesten)

- Das ehem. Technikum Strelitz wurde am 12. März 1890 eröffnet. Der Architekt Max Hittenkofer (der Ältere) hatte das Polytechnikum bereits 1875 in Buxtehude gegründet, später mit Einwilligung des Großherzogs Friedrich Wilhelm II. (1819–1904) nach Strelitz verlegt und als „Unterrichtsanstalt für das Baufach und verwandte Gewerbe“[53] wiedereröffnet. 1891 erfolgte die Einweihung des im Auftrag der Stadt Strelitz errichteten Schulgebäudes. Die Pläne dafür stammten von Hittenkofer selbst, der auch bis 1899 Direktor dieser Schule war. Der Erweiterungsbau wurde, nachdem Hittenkofer das Schulgebäude gekauft und Land dazu erworben hatte, am 21. Oktober 1892 fertiggestellt. Als Anbau folgten 1893 das Schul- und Verwaltungsgebäude und 1895 das Direktorialgebäude. Die Zahl der in- und ausländischen Studenten wuchs zwischen 1891 und 1910 von 425 auf 1685. Der Ruhm dieser Ausbildungsstätte verbreitete sich schon bald in alle Welt.[53][54] Heute ist das Gebäude Sitz der Verwaltung der Stadtwerke Neustrelitz und einer Apotheke.

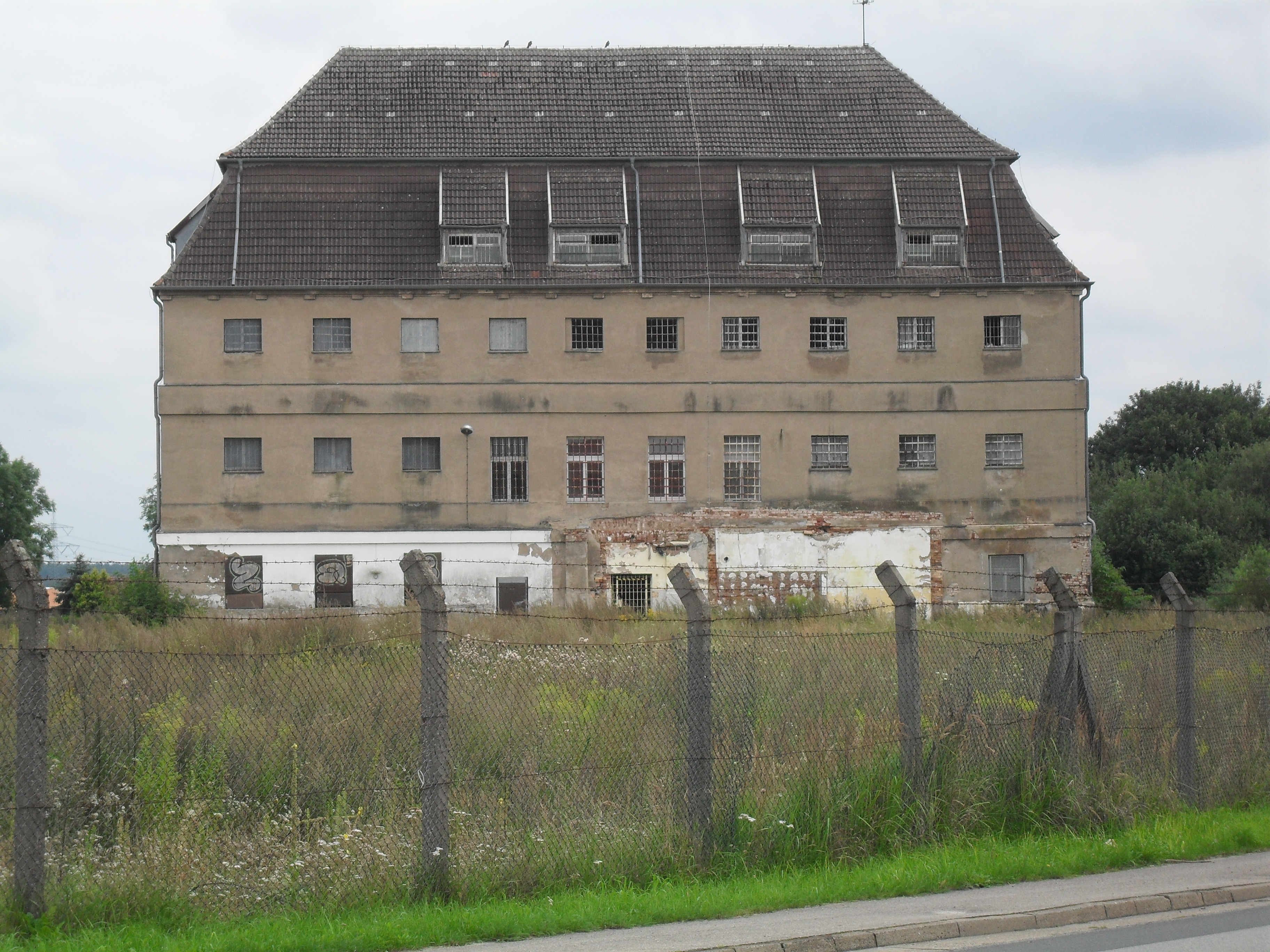
Ehem. Altstrelitzer Gefängnis – Hafthaus I (2011)

- Am Ortsausgang von Altstrelitz, auf dem Gelände des 1712 abgebrannten ehem. Residenzschlosses der Herzöge von Mecklenburg-Strelitz, befand sich bis 2001 das Altstrelitzer Gefängnis. Nachdem der Gefängniskomplex leergezogen war, wurden das ehrm. Hafthaus I mit Anbau und das ehem. Verwaltungsgebäude der früheren Justizvollzugsanstalt unter Denkmalschutz gestellt.[43][44] Bekannte  Häftlinge waren u. a. der polnische Landarbeiter Josef Jakubowski, der Neustrelitzer Pfarrer Bernhard Schwentner und der Schriftsteller Hans Fallada.

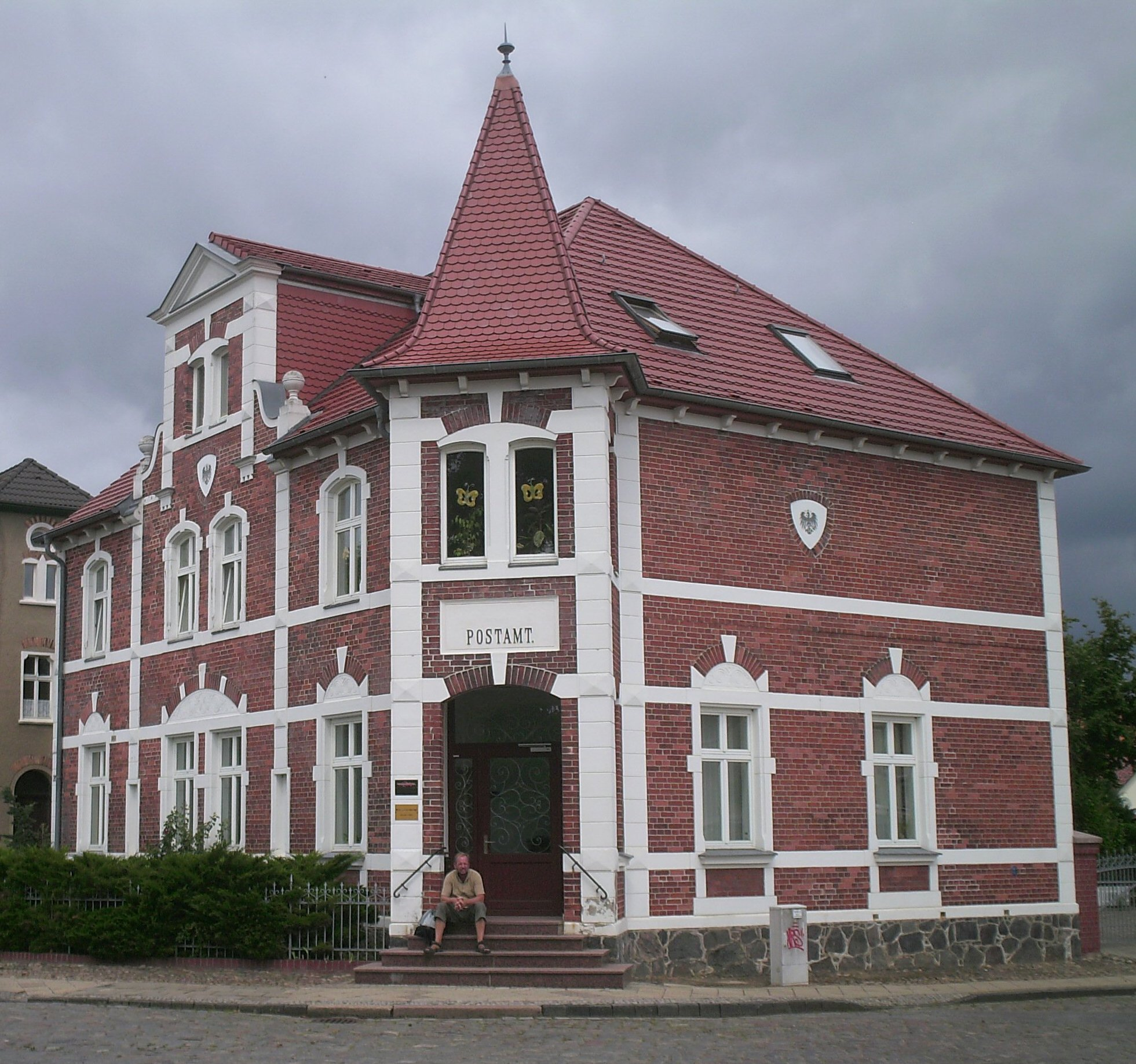
ehem. Kaiserliches Postamt (2008)
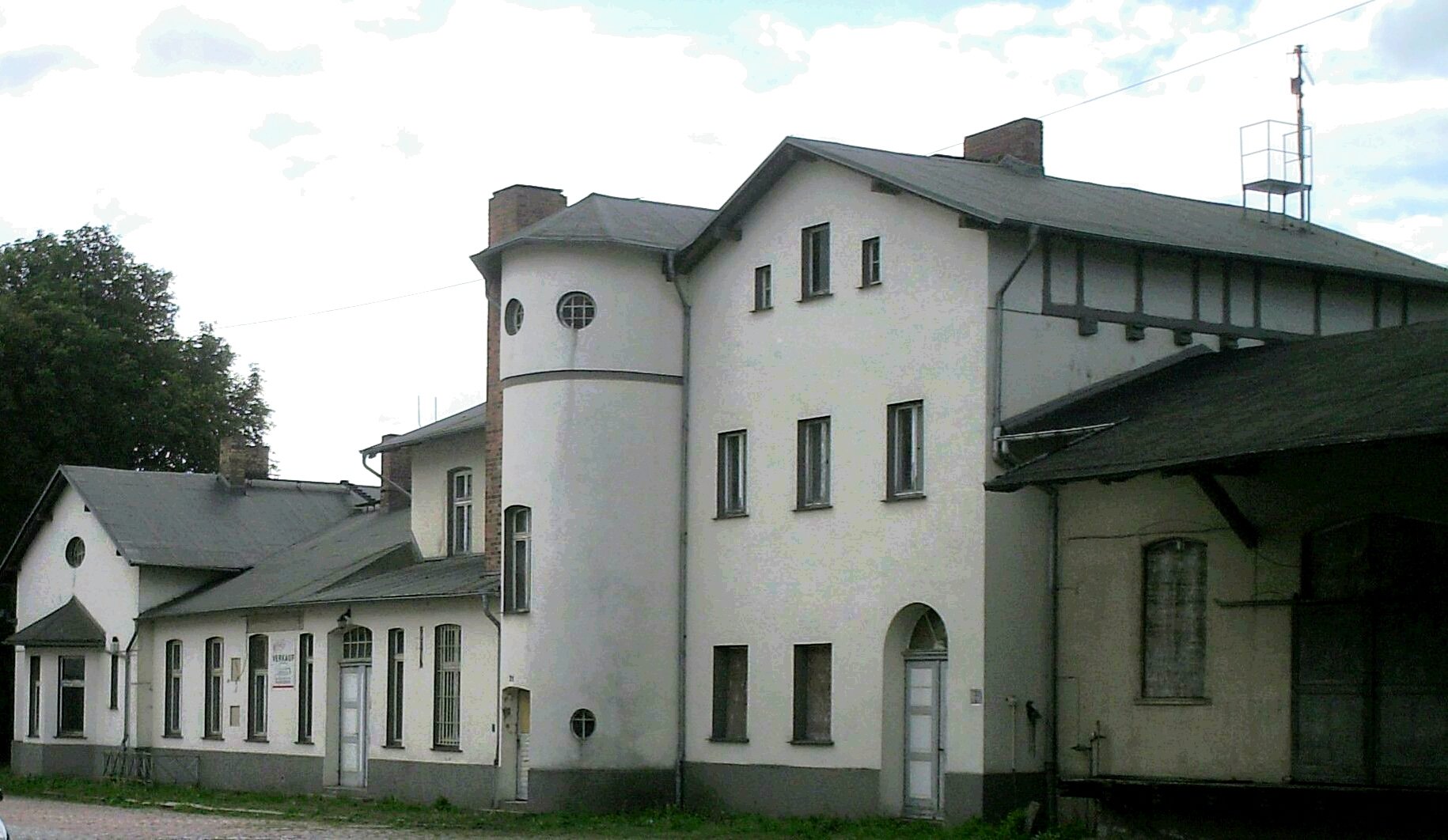
ehem. Bahnhof Strelitz-Alt (2008)
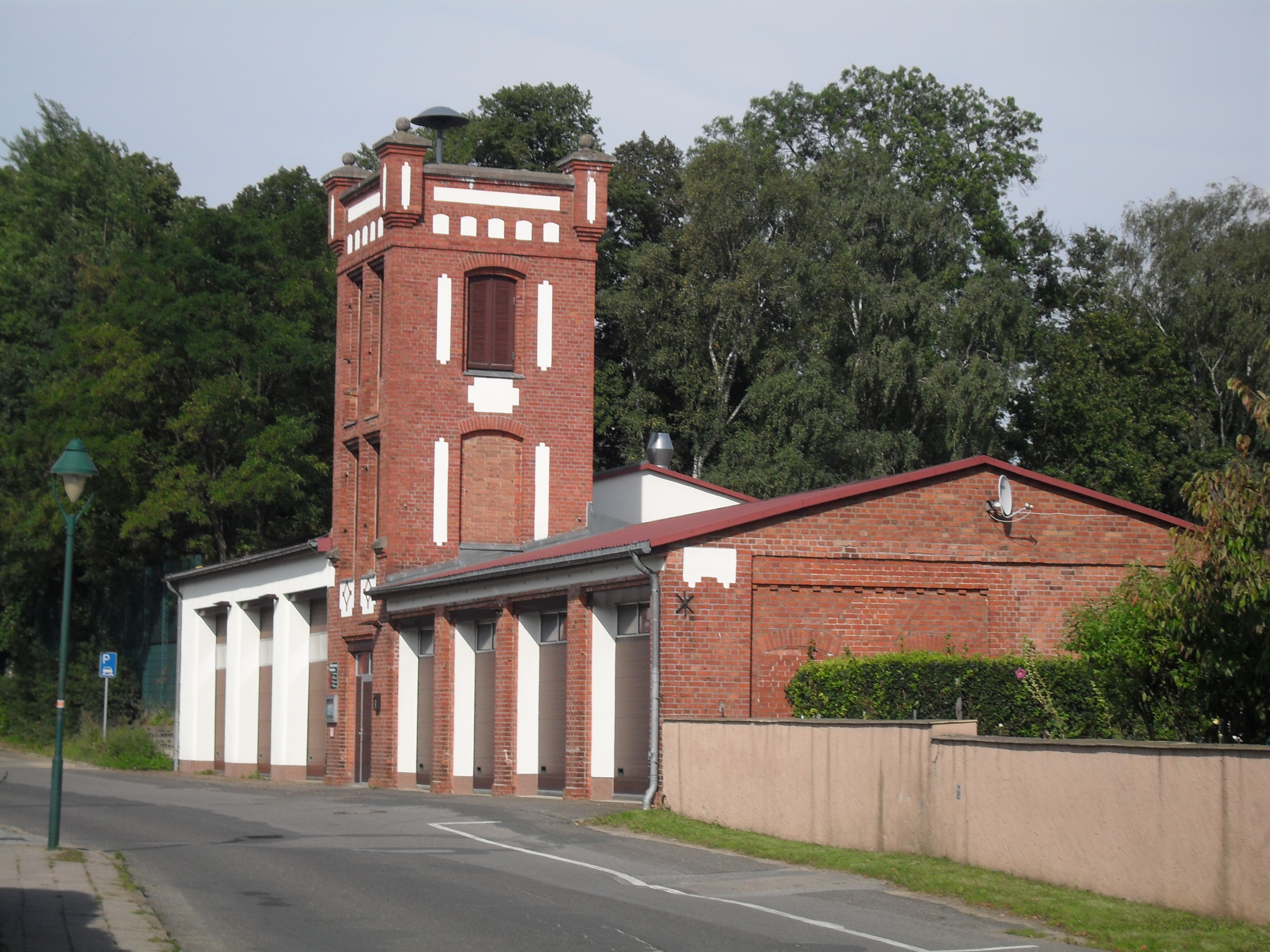
Altstrelitzer Feuerwehrhaus (2011)

- Das ehem. Kaiserliches Postamt von Altstrelitz wird heute als Wohnhaus genutzt.
- Der ehem. Bahnhof Strelitz-Alt und auch das Güterabfertigungsgebäude sind renovierungsbedürftig und werden zurzeit nicht genutzt.
- Altstrelitzer Feuerwehrhaus in der Schulstraße

## Verlorene Bauwerke

### Bauwerke auf Serienscheinen
Die Serienscheine der Stadt Strelitz von 1921 zeigen die Stadtkirche, das Rathaus und eines der drei Torhäuser.

50-Pfennig-Gutschein der Stadt Strelitz von 1921, Vorderseite. Mittig das historische Wappen.
25-Pfennig-Gutschein der Stadt Strelitz von 1921, Vorderseite

- Der 50-Pfennig-Schein zeigt auf der linken Seite des Marktplatzes das Strelitzer Rathaus mit Freitreppe (erbaut 1791)[55] und die Strelitzer Stadtkirche St. Marien, die von 1724 bis 1730 von Julius Löwe erbaut wurde. Am 1. Mai 1945 wurden beide Gebäude durch Feuer zerstört.[56] Ebenfalls dargestellt ist das Stadtwappen. Es ist gespalten. Dem Wappen der Grafen von Fürstenberg entstammen die Rauten, dem Wappen der Familie von Dewitz die mit Deckeln versehenen goldenen Pokale auf rotem Grund.[57]
- Der 25-Pfennig-Schein zeigt das Neubrandenburger Torhaus. Außerdem gab es noch das Wesenberger Torhaus und das Fürstenberger Torhaus. Errichtet wurden die Torhäuser auf Grundlage der Landes-Straßenreform und Binnenzollfestlegung von 1877 an den damaligen Ausfallstraßen. Die quergestellten verputzten Fachwerkgebäude waren Amtssitz und meist auch Wohnung der Torschreiber. Jeder passierende Reiter und Wagen musste beim Torschreiber das Torgeld entrichten. Außerdem wurde am Tor auch die Akzise erhoben. 1869 verloren die Torhäuser mit dem Fall der Binnenkontrollen ihre Funktion. Da die Tore zu Verkehrshindernissen wurden, mussten sie später abgerissen werden (Fürstenberger Torhaus 1871, Wesenberger Torhaus 1905).[58][59]

### Strelitzer Holländerwindmühle

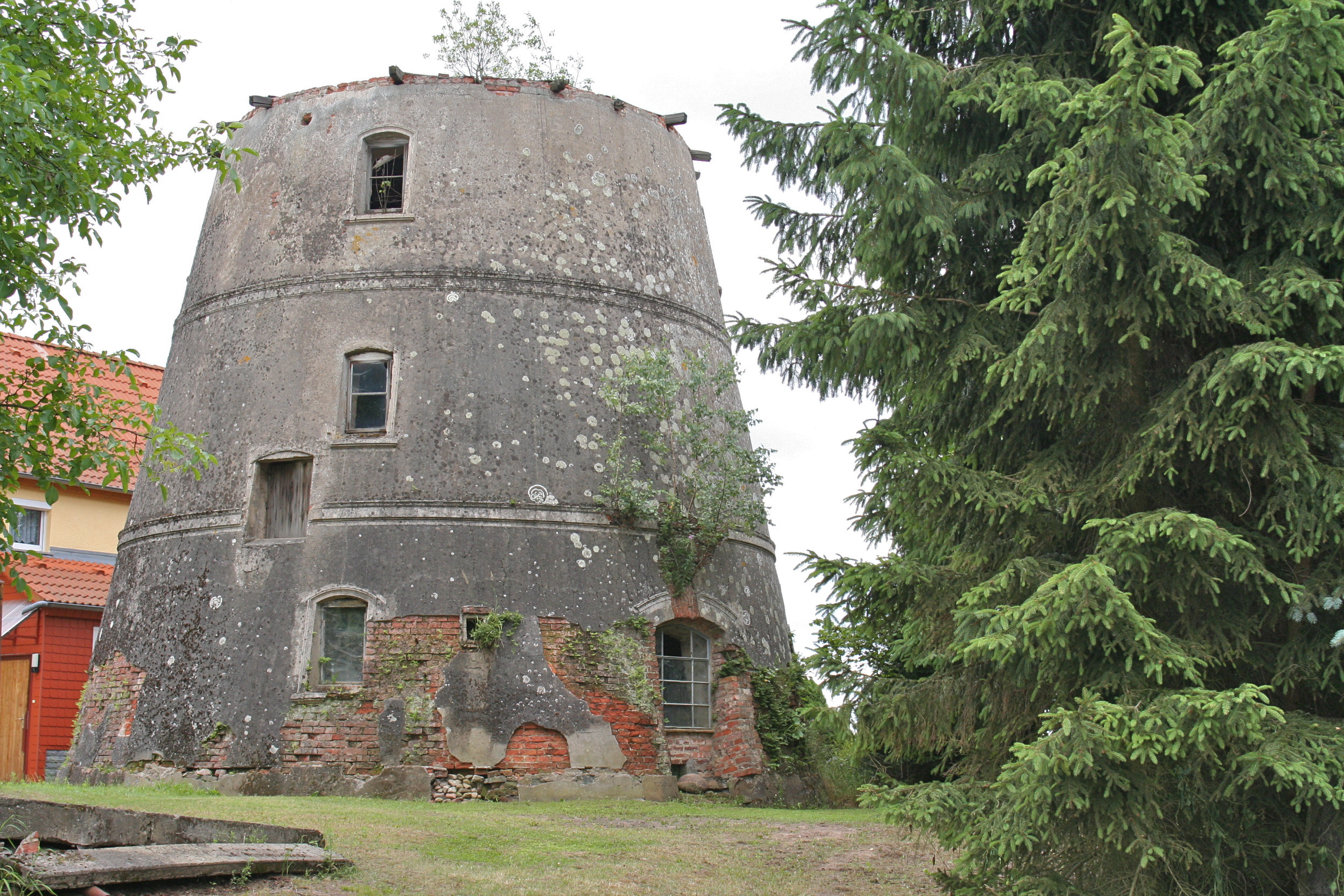
Ruine der Strelitzer Holländerwindmühle

Die Ruine der Holländerwindmühle ist die Letzte von einst mehreren ihrer Art auf dem Mühlenberg hinter dem Friedhof in der Carl-Meier-Straße 48.

### Strelitzer Synagoge

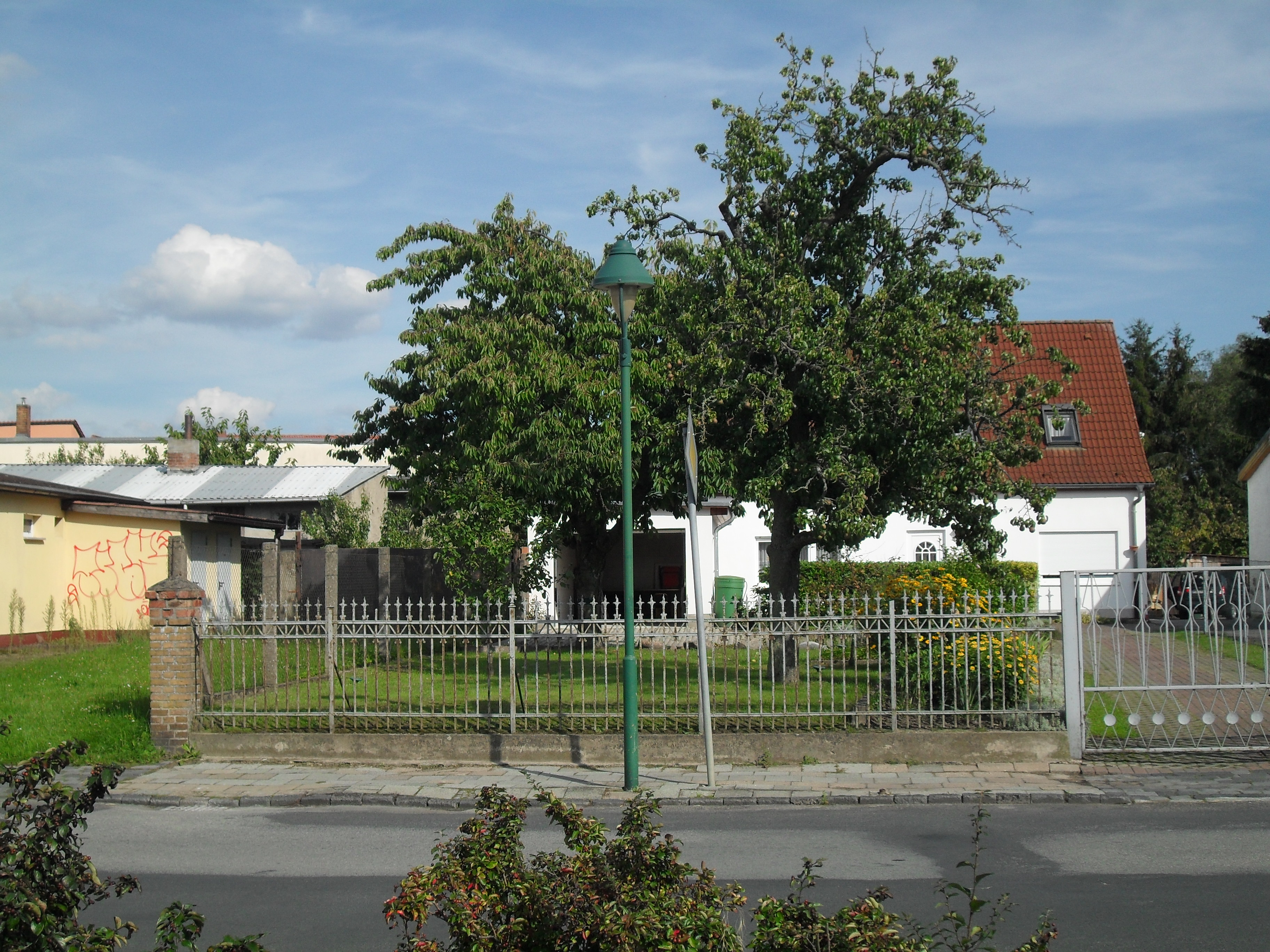
Standort der zerstörten Strelitzer Synagoge am Alexanderplatz

Die Strelitzer Synagoge, früher umgangssprachlich auch Judenkirche genannt, wurde am 5. September 1763 in Gegenwart von Adolf Friedrich IV. – seit 1752 regierender Herzog von Mecklenburg-Strelitz – eingeweiht. Ihr Standort befand sich in zurückgesetzter Position auf einem Grundstück am heutigen Alexanderplatz. Die Synagoge in Strelitz diente der Jüdischen (Landes-)Gemeinde als religiöser Versammlungsort. Gottesdienste wurden mit Choralgesang und Orgelspiel entsprechend den Riten des im 19. Jahrhundert entstandenen Reformjudentums abgehalten. 1847 wurde die Synagoge erstmals renoviert und neu geweiht. Von 1860 bis 1911 wirkte hier der Oberlandesrabbiner Jacob Hamburger.
Während der Novemberpogrome wurde am 10. November 1938 die Synagoge von Nationalsozialisten durch Brandstiftung zerstört. Unter Bezug auf die von Hermann Göring unterzeichnete Verordnung zur Judenvermögensabgabe von 1938 forderte die Neustrelitzer Stadtverwaltung die Gemeinde auf – diese hatte nur noch neun Mitglieder  – die während der Reichspogromnacht entstandenen Schäden unverzüglich zu beseitigen. Da diese dazu nicht in der Lage war, veranlasste die Stadtverwaltung den Abriss der zerstörten Synagoge. Die Kosten sollten die Gemeindemitglieder tragen, die dazu außerstande waren. Daraufhin erging Arrestbefehl.

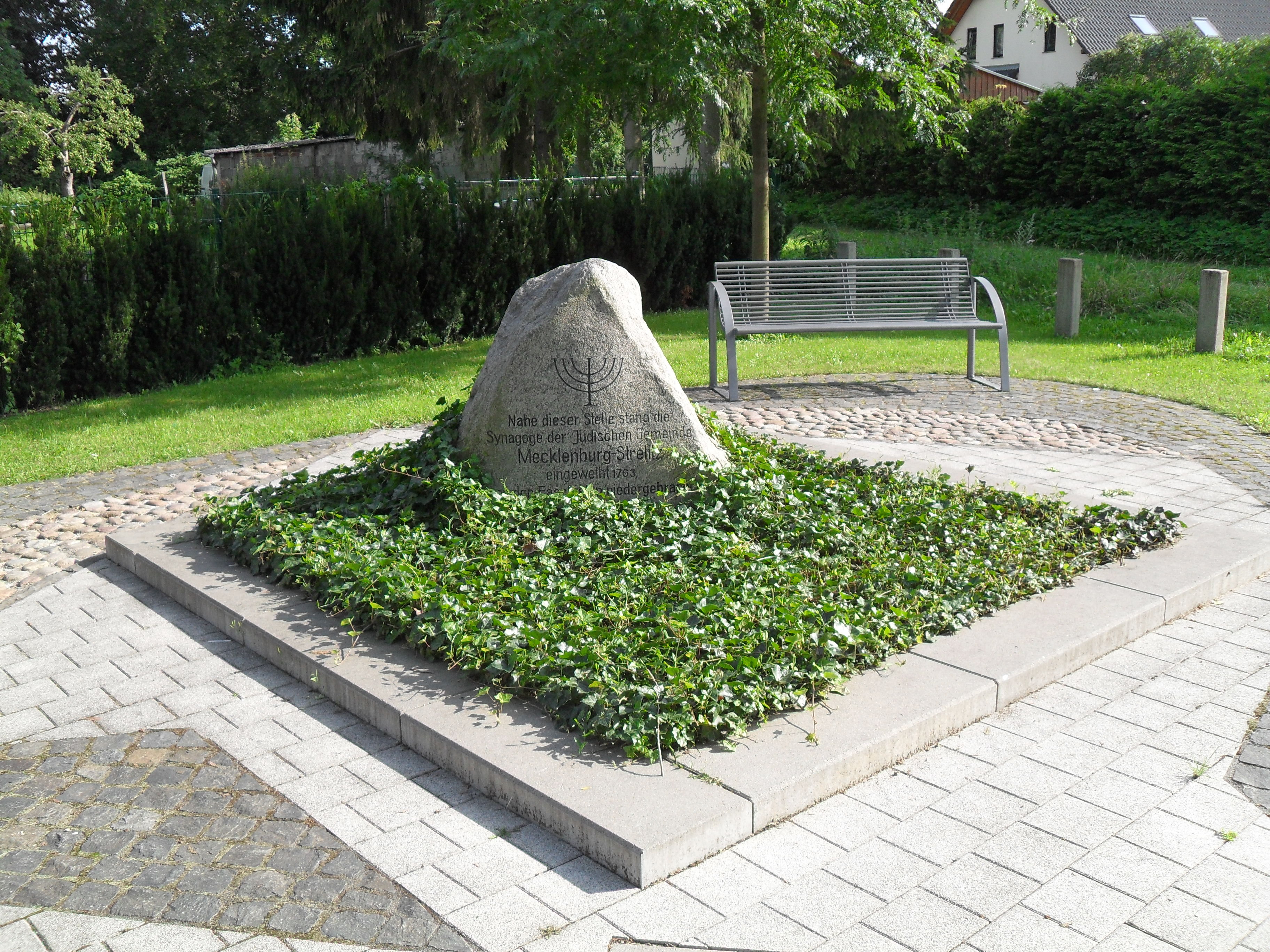
Gedenkstein an die Strelitzer Synagoge

An die zerstörte Synagoge erinnern ein schmiedeeiserner Zaun von 1913 und ein Gedenkstein. Dieser stand zunächst am Alexanderplatz; später wurde er an den jetzigen Standort versetzt, wo im Laufe der vergangenen Jahre eine Gedächtnisstätte zum Gedenken an die während der Zeit des Nationalsozialismus aus Altstrelitz vertriebenen, ermordeten oder in den Tod getriebenen jüdischen Einwohner des Stadtteils entstand. An die 40 während des Holocaust ermordeten  Altstrelitzer erinnert eine am 10. November 2013 enthüllte, zwei Meter hohe Stele.

## Jüdische Gemeinde
Nach dem Sternberger Hostienschänderprozess (1492) und der anschließenden Vertreibung aller Juden aus Mecklenburg belegten jüdische Gemeinden außerhalb Mecklenburgs alle Juden, die sich in Mecklenburg neu hätten niederlassen wollen, mit dem Cherem. Erst als Anfang des 18. Jahrhunderts der Bann seine Wirkung verloren hatte, siedelten sich wieder Juden in beiden Mecklenburg an.
Um aber dort arbeiten und wohnen zu können, mussten sie sich unter den Schutz des Landesherrn stellen. 1704 regierte Adolf Friedrich II. das Herzogtum Mecklenburg-Strelitz. Nur diesem stand es zu, den Juden die Niederlassung in Form eines Schutzbriefes zu erlauben. Diese Juden hießen offiziell Schutzjuden und mussten jährlich für ihre Familien ein Schutzgeld entrichten. Zu den ihnen verbrieften Rechten gehörte neben dem Wohnrecht an den dafür bestimmten Orten, das Recht untereinander zu heiraten, jüdische Knechte zu halten, ihre Religion auszuüben und Handel zu treiben. Verboten war ihnen der Erwerb von Grundbesitz und das Ausüben eines zunftgemäßen Gewerbes.
Den Um- und Ausbau des kleinen Jagdhauses in der Meierei Glienke nach dem Schlossbrand von 1712 zum Residenzschloss der dann 1733 gegründeten Stadt Neustrelitz konnte der seit 1708 regierende Herzog Adolf Friedrich III. nur über Geld finanzieren, das ihm unter anderen der Hofjude Jakob Isaak beschaffte. Mit Erlaubnis des Herzogs bildeten die Strelitzer Juden schon bald die Israelitische Gemeinde Strelitz. Diese wurde größte jüdische Gemeinde beider Mecklenburg. Die Gemeinde legte sich 1728 den Altstrelitzer Judenfriedhof als notwendigen Begräbnisplatz an. Die Einweihung der Strelitzer Synagoge als Versammlungshaus fand am 5. September 1763 in Gegenwart des seit 1752 regierenden Herzogs Adolf Friedrich IV. statt. Am 24. Februar 1768 bestätigte der Herzog die Statuten der Israelitischen Gemeinde Strelitz.
Völlig anders als in Mecklenburg-Schwerin fokussierte das gesamte jüdische Leben in Mecklenburg über fast zwei Jahrhunderte hinweg auf Strelitz. Um 1820 hatte Altstrelitz 2386 Einwohner, darunter waren 473 Juden. Der Neustrelitzer Historiker Harald Witzke schrieb zur Entwicklung der jüdischen Gemeinde in der bis 1931 selbstständigen Stadt Strelitz: „1760 lebten in Altstrelitz 60 jüdische Familien (etwa 420 Personen), um das Jahr 1800 zählt die jüdische Gemeinde im gesamten Territorium der Herrschaft Stargard 600 Menschen. Bis 1830 bleibt ihre Zahl relativ konstant, danach wird die Gemeinde ständig kleiner. Altstrelitz ist das Zentrum der jüdischen Gemeinde des gesamten Herzogtums. Der Strelitzer Ältestenrat bildet für das ganze Land den Vorstand.“
Die Juden lebten nicht wie in anderen Städten in einem Ghetto, sondern waren auf das ganze Stadtgebiet verteilt. Strelitz galt als das westlichste Schtetl und wurde im Volksmund auch Oll Mochum genannt. Die Bezeichnung Oll Mochum – in der deutschen Entsprechung „alter Ort“ – wurde abgeleitet vom hebräischen Wort „Makom“ (Ort, Stadt) und dem plattdeutschen Wort „oll“ (alt). Der Heimatforscher und Zeitzeuge Klaus Giese schrieb dazu in einer anlässlich des 650-jährigen Gründungsjubiläums der Stadt Strelitz im Nordkurier erschienenen Artikelserie unter der Überschrift »Als Oll Mochum bekannt«:

„Durch den seit 1733 sehr hohen jüdischen Bevölkerungsanteil verwundert es nicht, daß in die Umgangssprache der Altstrelitzer viele jiddische Worte und Wendungen eingeflossen und bis ins 20. Jahrhundert lebendig blieben. Von großer Originalität war dabei das Gemisch aus Plattdeutsch und Jiddisch, wie es vor allem die Handelsleute benutzten. Nicht von ungefähr wurde für Strelitz (=Altstrelitz) der Spottname Oll Mochum im ganzen Land gebräuchlich und ist bis jetzt noch üblich (Mochum =Heimatort). Andererseits ging aber auch unser Plattdeutsch in die Umgangssprache der Handelsjuden ein.“

Durch Abwanderung ging am Ende des 19. Jahrhunderts die Zahl der Juden auf ca. 100 zurück. Mit Wirkung zum 21. Januar 1914 wurden die Gemeinde Strelitz und die übrigen jüdischen Gemeinden des Großherzogtums zur landesweiten Jüdischen Gemeinde des Großherzogtums Mecklenburg-Strelitz mit Sitz in Neubrandenburg verschmolzen, die fortan die einzige jüdische Gemeinde in Mecklenburg-Strelitz und für alle hier lebenden Juden zuständig war. Damit endete für Strelitz die zentrale Rolle des jüdischen Lebens in Mecklenburg-Strelitz, in welche die Stadt seit dem 18. Jahrhundert hineingewachsen war.
Die Gedächtnisstätte auf dem ehemaligen Altstrelitzer Judenfriedhof erinnert an bedeutende Mitglieder der Jüdischen Gemeinde wie den Rabbiner Jacob Hamburger, den Gelehrten und Lehrer Daniel Sanders sowie die Kaufmannsfamilie Wolfsohn.

## Persönlichkeiten

### Ehrenbürger
- Carl Born, Kaufmann, Kommerzienrat
- Carl Siewert († 1899), Begründer der Carl Siewert Stiftung
- Daniel Sanders (1819–1897), Philologe, Pädagoge
- Friedrich Krüger (1819–1896), Kaufmann, Senator, Kommerzienrat
- Julius Kohrt (1833–1907), Senator, Amtmann
- Carl Stammer († 1898), Bäckermeister, Bürger
- Max Hittenkofer der Jüngere (1876– ), Direktor des Technikums, Nachfolger des Vaters
- Georg Maaß († 1932), Stadtverordneter, Stadtrat

### Söhne und Töchter der Stadt
- Georg Nitsch (1663–1729), evangelischer Theologe
- Gottfried Kohlreif (1676–1750), evangelischer Theologe und Dompropst am Ratzeburger Dom
- Friedrich Wilhelm von Hacke (1717–nach 1780), preußischer Oberst
- Friedrich August von Finck (1718–1766), preußischer General
- Adolf Friedrich von Olthof (1718–1793), schwedisch-pommerscher Regierungsrat und Kunstmäzen
- Adolph Christian Siemssen (1768–1833), Naturforscher
- Andreas Theodor Kruse (1787–1873), Kaufmann, Politiker und Heimatforscher
- Theodor Müller (1790–1857), Theologe und Pädagoge
- Anton Probsthan (1792–1882), Theologe und Pädagoge
- Auguste Léo (1793–1859), Pariser Bankier, Freund von Frédéric Chopin
- Georg Christian Friedrich Lisch (1801–1883), Historiker, Archivar
- Daniel Sanders (1819–1897), Philologe, Pädagoge
- Carl Peters (1818–1891), Instrumentenbauer
- Eduard Kaempffer (1827–1897), Baumeister und Mitglied des Reichstags des Deutschen Kaiserreichs
- Adolf Lasson (1832–1917), Philosoph
- Robert Lorentz (1866–1940), Jurist in der Zollverwaltung, Ministerialbeamter in Mecklenburg
- Ferdinand Herbst (1873–1938), Maurer, Unternehmer und Politiker (SPD)
- Walther Georg Hartmann (1892–1970), Generalsekretär des DRK
- Norbert Randow (1929–2013), Übersetzer und Slawist

### Persönlichkeiten, die vor Ort gewirkt haben
- Egmont von Chasôt (1716–1797), Besitzer des (späteren) Stadtgutes Marly[82]
- Karl Petermann (1807–1866), Jurist, Stadtrichter
- Eduard Nauwerck (1809–1868), Jurist, Bürgermeister
- Jacob Hamburger (1826–1911), Rabbiner
- Max Hittenkofer (1844–1899), Gründungsdirektor des Technikums nach dessen Wiedereinrichtung in Strelitz
- Hans Fallada (1893–1947), Schriftsteller, war 1944 hier inhaftiert
- Carl Serger (1894–1913), Anstaltsleiter und Arzt der Landesirrenanstalt Domjüch (1902–1913)
- Hermann Starke, Anstaltsleiter und Arzt der Landesirrenanstalt Domjüch (1913–1935)